# Saorgio
Saorgio (in francese Saorge, in occitano Saorj, in dialetto intemelio Sauèrge, in dialetto brigasco Savurgë, in ligure Savurgiu) è un comune francese di 447 abitanti situato nel dipartimento delle Alpi Marittime della regione della Provenza-Alpi-Costa Azzurra.

## Geografia fisica
Di aspetto tipicamente ligure, il comune di Saorgio è posto nella media val Roia, nel cantone di Breil-sur-Roya (Breglio), del tutto prossimo alla frontiera italiana, cui è adiacente, lambendo il comune italiano di Pigna. Saorgio è un villaggio abbarbicato od appollaiato su uno sperone roccioso, sovrastante a strapiombo le gole del fiume Roia. Si attinge il villaggio da due strade non raccordantesi. Da est, bisogna lasciare la Dipartimentale 6204 (Via Europae), poi imboccare la strada detta dei Castagni (Route des Châtaigniers D138), la quale si termina nel quartiere detto della "Madonna del Poggio". Da nord est, bisogna andare fino a Fontan (Fontano) ed imboccare la D38 per raggiungere l'entrata principale al quartiere di Ciapagne (Ciapagna). Nel suo sito selvaggio, Saorgio dispone le sue case aggrappate ai pendii ripidi e scoscesi che dominano un leggero allargamento della valle del fiume Roja. Le stradine (ruelles) a dedalo, pressoché sempre digradanti a scalinate, di sovente a volta, sono curiose da percorrere. Le case sono alte e comprendono sino a quattro o cinque piani, e l'architettura medievale del borgo storico, assai antico, è particolarmente intatta. Il paese è vicino a Breil-sur-Roya (Breglio) ed a Pigna nella provincia d'Imperia in Italia.

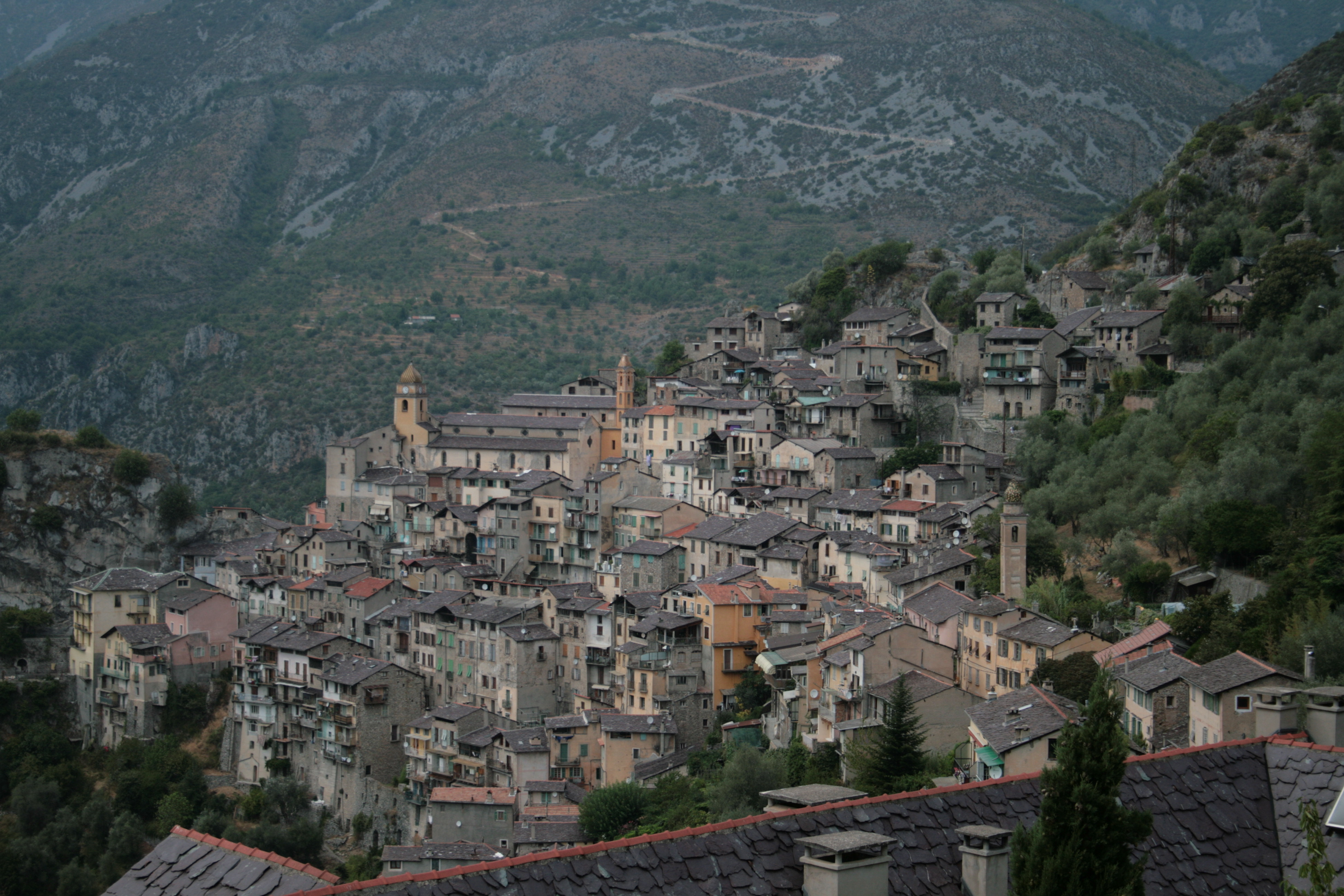
Veduta sul paese di Saorgio dall'alto del monastero francescano. I tre vari livelli indipendenti del villaggio sono ben reperibili

Il territorio del comune appartiene geograficamente alla regione fisica italiana, trovandosi all'interno del bacino idrografico del fiume Roia.

## Storia

### Dalla Contea di Ventimiglia alla Contea di Provenza
Della presenza romana, resta una lapide tombaria scoperta nel castello di Malamorte ch'è possibile vedere sul muro sud della chiesa di San Salvatore: vi figurano i nomi d'un edile e di membri della tribù Falerna.
All'origine della sua storia, il villaggio fa parte della contea di Ventimiglia. I conti di Ventimiglia gestiscono allora unitariamente i loro beni ancora indivisi, finché la moltiplicazione dei rami collaterali rende tale pratica impossibile nel XII secolo.
Ventimiglia è assediata dai Genovesi e viene presa da essi, poiché Genova cerca d'ingrandire i suoi possedimenti verso ovest.
Per non perdere tutto, un membro della famiglia di Ventimiglia, Guglielmo o Guglielmino, conte di Ventimiglia, signore di Gorbio, Tenda, Briga, Castellaro, Castiglione e Sant'Agnese, scambia le sue terre ed i suoi diritti nella Contea di Ventimiglia e nella valle di Lantosca, il 13 febbraio 1257, con altra terra sotto sovranità diretta del conte di Provenza, Carlo I d'Angiò, re di Sicilia e conte di Provenza per il suo matrimonio con Beatrice di Provenza.
Nel marzo 1258, sono i suoi cugini, Giorgio e Bonifacio di Ventimiglia, figli del conte Manuele che, con il trattato di Lucerame, cedono al conte di Provenza i loro diritti su Sospello, Breglio e Saorgio.
L'insieme dei territori ceduti al conte di Provenza è stato riunito nella Vicarìa di Ventimiglia e della valle di Lantosca, la cui sede è a Sospello, ma l'accordo non è stato accettato dai due loro cugini di Ventimiglia, i quali s'installano a Tenda ed a Briga ed entrano in guerra contro i Provenzali.
L'opposizione tra i conti di Ventimiglia ed i conti di Provenza è approdata poi ad un accordo nel 1278, che induce la branca dei Lascaris di Ventimiglia a rendere omaggio al conte di Provenza per i suoi beni.
Il villaggio è fortificato e controlla la valle del fiume Roja.

### Dalle Terre Nuove di Provenza alla Contea di Nizza
Nel 1388, in seguito alla dedizione di Nizza, Saorgio entra nel dominio conti di Savoia.
Il possesso di Saorgio ha permesso al conte di Savoia di costruirvi castelli da una parte all'altra del fiume Roia, per sbarrarne l'accesso.
Nel 1465, un incendio distrugge il villaggio, e ben 3 000 Guasconi, lavoratori stradali rimasti senza impiego in seguito alla pace intervenuta fra il re di Francia ed il papa, saccheggiano il villaggio nel 1516.
Il sisma con forti scosse telluriche, del 20 luglio 1564, rovina il castello ed il ponte di "Roccatagliata", a Breglio.
Il 4 aprile 1553, le truppe francesi si sarebbero impossessati del forte di Saorgio con l'aiuto segreto d'Anna Lascaris, contessa di Tenda, il cui figlio è governatore di Provenza, ma non vi sarebbero restate che soli otto giorni.
Nel 1691, il forte di San Giorgio di Saorgio mal difeso non è in grado d'arrestare l'avanzata dell'esercito del maresciallo di Francia Nicolas de Catinat nella sua conquista della Contea di Nizza dopo la battaglia di Staffarda.
Il forte è preso il 9 luglio ed il 10 luglio 1691, ed il cavaliere de La Fare, nominato governatore del Contado di Nizza da Luigi XIV, re di Francia, scrive a Versailles: Il castello di Saorgio è forte buono per la sua posizione. Tale postazione è di grande importanza, perché ci rende padroni del marchesato di Dolceacqua, di Briga, di Pigna e di Tenda e ci rende libero il cammino da Nizza al Piemonte.
Saorgio come il resto del Contado di Nizza è restituita al duca di Savoia a seguito del trattato di Torino del 29 agosto 1696.
Le ostilità riprendono nel 1703 con la guerra di successione di Spagna, e l'esercito di Luigi d'Aubusson, duca de La Feuillade arriva fino a Sospello nel marzo 1705. Dopo la caduta della cittadella di Nizza il 4 gennaio 1706, la sua guarnigione è autorizzata a ritirarsi a Saorgio.
Il paese non è preso ed è servito poi da base agli attacchi delle truppe del Duca di Savoia Vittorio Amedeo II.
Il feudo appartiene alla famiglia dei Solaro nel 1700, poi ai Roffredo nel 1710, che divengono allora conti di Saorgio.
Durante la guerra di successione d'Austria, le truppe franco-spagnole o gallo-ispaniche occupano Nizza nell'aprile 1744 ed arrivano fino a Sospello.
Dopo la disfatta di Plaisance nel giugno 1746, le truppe franco-spagnole si devono ripiegare fino in Provenza, ma le truppe sardo-piemontesi sono fermate dalla difesa d'Antibes.
Il Maresciallo di Francia Fouquet de Belle-Isle riprende l'iniziativa nel 1747 invadendo la Contea di Nizza, ma l'offensiva è bloccata nella valle del fiume Roja dal forte di Saorgio.
Un rapporto francese scritto nel 1748, nota la difficoltà d'attaccare il forte di Saorgio risalendo la valle del fiume Roja.
La pace d'Aquisgrana mette fine al conflitto e vede la restituzione del Contado di Nizza al Ducato di Savoia, sotto Carlo Emanuele III.
Nel 1787, il futuro presidente degli Stati Uniti, Thomas Jefferson, passa a Saorgio nel corso d'un viaggio tra Nizza, Genova e Torino dove visita le produzioni locali, le risaie del Piemonte e la fabbricazione dei «maccheroni».

### Dalla Rivoluzione francese al Primo Impero napoleonico
Nel 1792, l'annuncio della presenza delle truppe rivoluzionarie francesi a San Lorenzo del Varo provoca il panico a Nizza.
L'Amministrazione della contea di Nizza, il Senato, la Tesoreria, la Magistratura, le varie amministrazioni del Contado nizzardo, lasciano Nizza per mettersi al riparo a Saorgio.
Il 18 settembre le truppe sardo-piemontesi lasciano Nizza senza combattere, insieme agli emigrati francesi.
Delle milizie raggruppanti gli abitanti di Saorgio, Fontano e Berghe sono create per combattere le truppe francesi nel massiccio dell'Authion.
Per accedere a Saorgio a partire dalla valle del Vesubia, bisogna superare il colle di Ruas nell'Authion e ridiscendere per il vallone del Cairos.
Due rappresentanti in missione domandarono al generale Brunet di lanciare un attacco contro le truppe austro-sardo-piemontesi comandate dal generale Carlo Francesco Thaon di Revel nel giugno e luglio 1793.
Le truppe francesi inesperte subirono uno scacco che costò ben 3.200 uomini ed il generale Brunet, che viene ritenuto responsabile di tale smacco, è condannato a morte e subisce l'esecuzione capitale.
Il conte Thaon di Revel attacca nella valle del fiume Vesubia, ma le truppe austro-sarde comandate dal maresciallo De Wins sono battute a Giletta.
La disfatta del Maresciallo d'Austria De Wins nella battaglia di Giletta di fronte a Dugommier.
Lazare Carnot definisce lo scopo delle operazioni nelle Alpi Marittime davanti al Comitato di salute pubblica il 30 gennaio 1794, riprendendo un piano già preso in considerazione durante la guerra di Successione di Spagna:
Se dunque si vuole attaccare il Piemonte, è per il dipartimento delle Alpi Marittime, prendendo dapprima Oneglia, che impedisce ogni soccorso da parte dei nemici ed ogni comunicazione con la Sardegna, che ci facilita l'arrivo delle sussistenze (rifornimenti e vettovaglie, ecc.) per i nostri eserciti attraverso la riviera di Genova.
Tali motivi dovranno determinare il Comitato di salute pubblica ad ordinare l'attacco ad Oneglia, da cui ci sarà facile in seguito entrare in Piemonte, prendendo alle spalle il posto fortificato di Saorgio e mettendo l'assedio davanti a Cuneo.
Il capitano d'artiglieria Bonaparte, nominato direttamente al grado militare di generale il 6 febbraio 1794 dopo la presa di Tolone, visita gli avamposti in marzo, fa il suo rapporto e propone ai rappresentanti in missione, gli uomini della Convenzione nazionale, Robespierre il giovane e Jean François Ricord, al generale in capo Pierre Jadart du Merbion, chiamato poi Dumerbion, a Massena ed a Rusca, un movimento avvolgente a tenaglia, a partire da Oneglia, per impadronirsi della strada da Fontano a Tenda.
L'attacco di Saorgio è fatto in tre direzioni a partire dal Mediterraneo: a sinistra verso Breglio, al centro per la valle del Nervia, a destra a partire d'Oneglia. Napoleone Bonaparte si reca a Breglio il 26 aprile per analizzare la situazione per la presa di Saorgio.
Andrea Massena, aiutato da Giambattista Domenico Rusca, comanda l'attacco centrale: Oneglia è presa senza combattere l'8 aprile 1794, ed il 22 aprile Massena è a Molini di Triora.
Egli comanda d'attaccare il 27 aprile le truppe austro-sardo-piemontesi sulla "cima di Marte" che devono cedere, ed i francesi sono a Briga il 28 aprile.
Egli avvia una manovra avvolgente che comporterà la presa del forte di Saorgio, abbandonato senza combattere, dopo un solo giorno d'assedio, il 28 aprile od il 29 aprile, dal suo comandante sardo-piemontese, il barone di Saint-Amour, governatore del "forte di San Giorgio", disobbedendo agli ordini di difendere il forte fin tanto avesse potuto.
Dal momento che aveva di che resistere per un anno, egli fu accusato dai superiori di tradimento, ed il colonnello Saint'Amour è stato fucilato a Torino, dopo rapido processo militare.
L'8 maggio le truppe francesi sono al colle di Tenda, e Dubermion scrive al Comitato di salute pubblica: È al talento del generale Napoleone Bonaparte che devo le scelte sagge che hanno assicurato la nostra vittoria. Massena ordinerà la distruzione delle fortificazioni di Saorgio.
Sono occorsi 33 giorni, a partire da luglio, ai genieri del capitano Henry per distruggere il forte di San Giorgio, il castello di "Malamorte" e le ridotte di San Rocco e di Sant'Antonino.
Si è fatto lo stesso a tutto quanto potesse ricordare la croce, i nobili ed i tiranni, di cui la placca commemorativa ricorda i lavori della strada del fiume Roja fatti da Vittorio Amedeo III di Savoia.
La presenza di truppe di barbet comandati da ufficiali sardi o piemontesi nella montagna di Saorgio e di Tenda condurrà a combattimenti di disturbo che dureranno parecchi anni.
Il 15 agosto 1799, l'esercito francese, che arretra davanti alle armate austro-sarde, perde la battaglia di Novi, e le truppe francesi evacuano Cuneo il 14 novembre.
Il 7 maggio 1800, gli Austro-Sardi agli ordini del generale austriaco Melas penetrano nel Contado di Nizza dal colle di Tenda e la strada di Savona, e sono a Sospello il 9 ed a Nizza il 10 maggio.
Ma la controffensiva francese riporta le sue truppe a Breglio il 1º giugno 1800, a Tenda il 2 ed a Briga il 3 o il 4, e la breve incursione austro-sarda di tre settimane nella Contea di Nizza rilancerà il barbetismo.
Il numero di barbet era diminuito a seguito del decreto del 1º maggio 1794 che offriva l'amnistia ai miliziani, a condizione che essi consegnassero le proprie armi, ed in seguito all'Armistizio di Cherasco del 28 aprile e del successivo trattato di Parigi del 15 maggio 1796, con cui il re di Sardegna-Piemonte riconosceva la perdita del Contado di Nizza.
Il sindaco di Saorgio si duole che delle bande di barbet si trovino attorno al paese e devastino le campagne circostanti, ed i soldati francesi le cacceranno, causando anche danni alle popolazioni locali, ch'essi accusano di sostenere i barbet, i quali diminuiranno numericamente dopo il 1802.
Il 20 aprile 1808, Paolina Bonaparte Borghese si ferma a Saorgio, che fa allora parte del dipartimento delle Alpi Marittime e resta tale fino alla caduta di Napoleone I, la quale porta con sé il ritorno della contea di Nizza alla Casa Savoia dal trattato di Parigi.
Saorgio è sempre appartenuto storicamente all'antica Contea di Nizza, la quale con il trattato di Parigi del 1796, divenne territorio della repubblica rivoluzionaria francese e rimase francese fino alla caduta di Napoleone I nel 1814, quando il contado di Nizza venne restituito al Regno di Sardegna.
Il territorio della contea di Nizza, unitamente agli attuali dipartimenti francesi di Savoia ed Alta Savoia, venne poi ceduto alla Francia con il Trattato di Torino del 1860, in cambio dell'approvazione, da parte di Napoleone III, dell'annessione al Regno di Sardegna dei ducati di Parma e di Modena, delle Legazioni e del Granducato di Toscana, nonché, meno di un anno più tardi, dell'annessione del Regno delle Due Sicilie.

### Dopo l'annessione alla Francia
Saorgio ridiventa francese con referendum nel 1860, che risulta plebiscitario, poiché su 605 votanti i Sì sono 605.
La creazione del comune di Fontan (Fontano) nel 1871 amputa Saorgio d'una parte del suo territorio, che distante dalla strada principale, vedrà la sua popolazione diminuire del 35% in quarant'anni, al contrario di Fontan la cui popolazione è assai stabile e profitta della sua posizione di posto di frontiera.
Il grave sisma del 28 febbraio 1887 ha provocato a Saorgio soltanto il crollo d'una casa ed alcuni danni.
Le linee ferroviarie Cuneo-Ventimiglia da un lato e Nizza-Breglio dall'altro, sono inaugurate il 30 ottobre 1928. La gestione è assicurata allora dalle FS da parte italiana e dalla "Compagnie des chemins de fer" da parte francese, come tratta "mediterranea" della linea da Parigi a Lione.
Nel corso della seconda guerra mondiale, al momento della dichiarazione di guerra dell'Italia alla Francia, gli abitanti di Saorgio, Fontano e Breglio raggiungono Sospello a piedi, da dove essi sono evacuati ad Antibes e Cannes.
Il comune di Fontano, una delle conquiste italiane, è riunito al Regno d'Italia e recupererà la sovranità francese di Vichy l'8 settembre 1943, ma in realtà si installò una gestione militare tedesca, e la liberazione giunse soltanto più tardi nel 1945.
In occasione dello sbarco alleato in Provenza, il 15 agosto 1944, i villaggi del cantone francese di Breglio, Fontano e Saorgio sono tagliati fuori dal resto della Francia.
Nell'ottobre 1944, quando le truppe statunitensi avanzano verso la valle del Roia, gli abitanti di Breglio sono spostati in Italia verso Torino il 28 ottobre dai tedeschi, mentre quelli di Fontano e di Saorgio li raggiungeranno nel loro esilio il 13 dicembre seguente.
Una piccola parte della popolazione civile del villaggio è autorizzata a restare sul posto, a condizione di lavorare volontariamente per i tedeschi,,. L'ultima offensiva è cominciata il 15 aprile 1945 e le truppe francesi sono entrate a Ventimiglia il 25 aprile, 273 soldati francesi sono stati uccisi e 644 sono stati feriti o mutilati.

### Simboli
Lo stemma del comune di Saorgio è blasonato:

## Monumenti e luoghi d'interesse

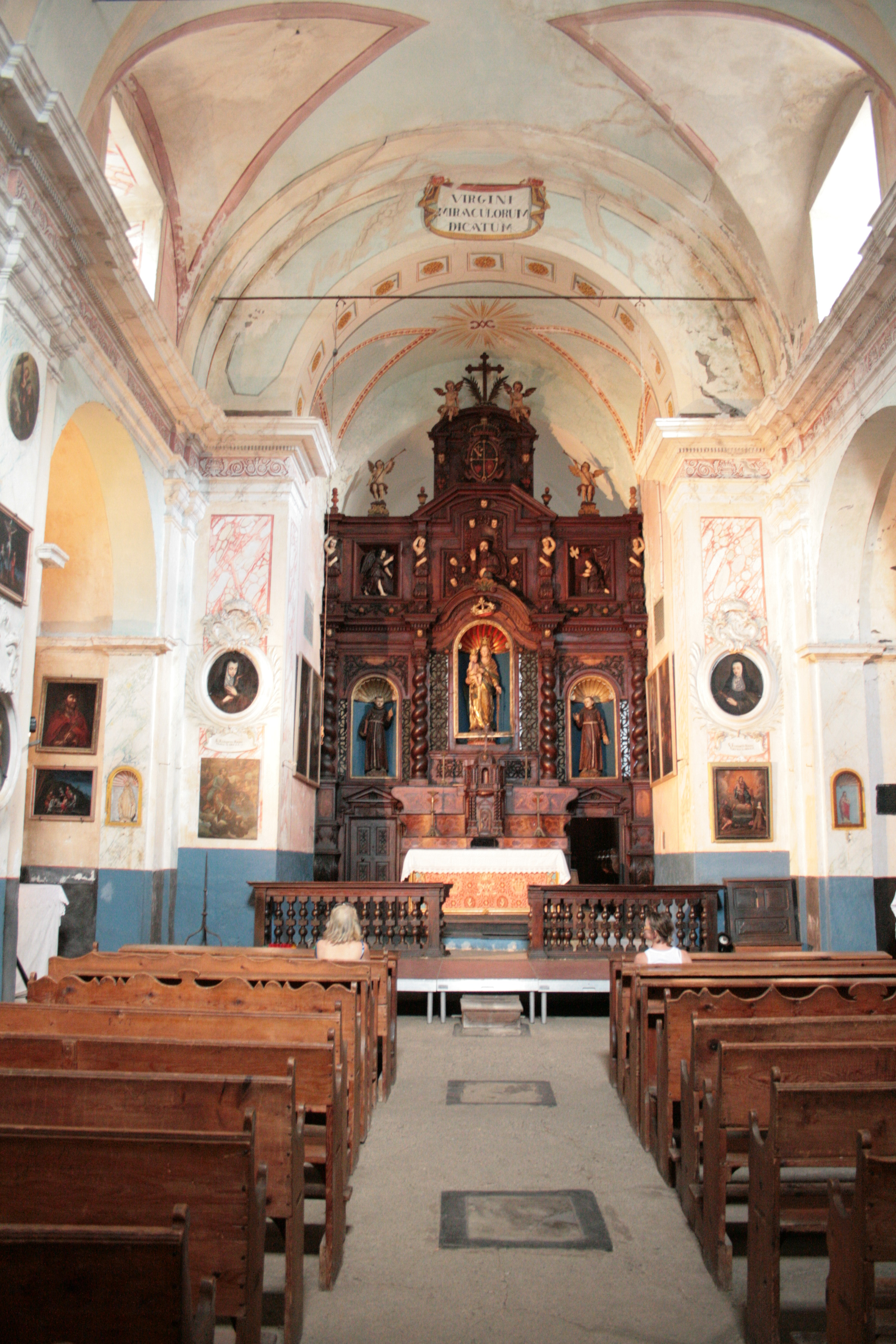
La chiesa del monastero francescano, decorazione del XVII secolo

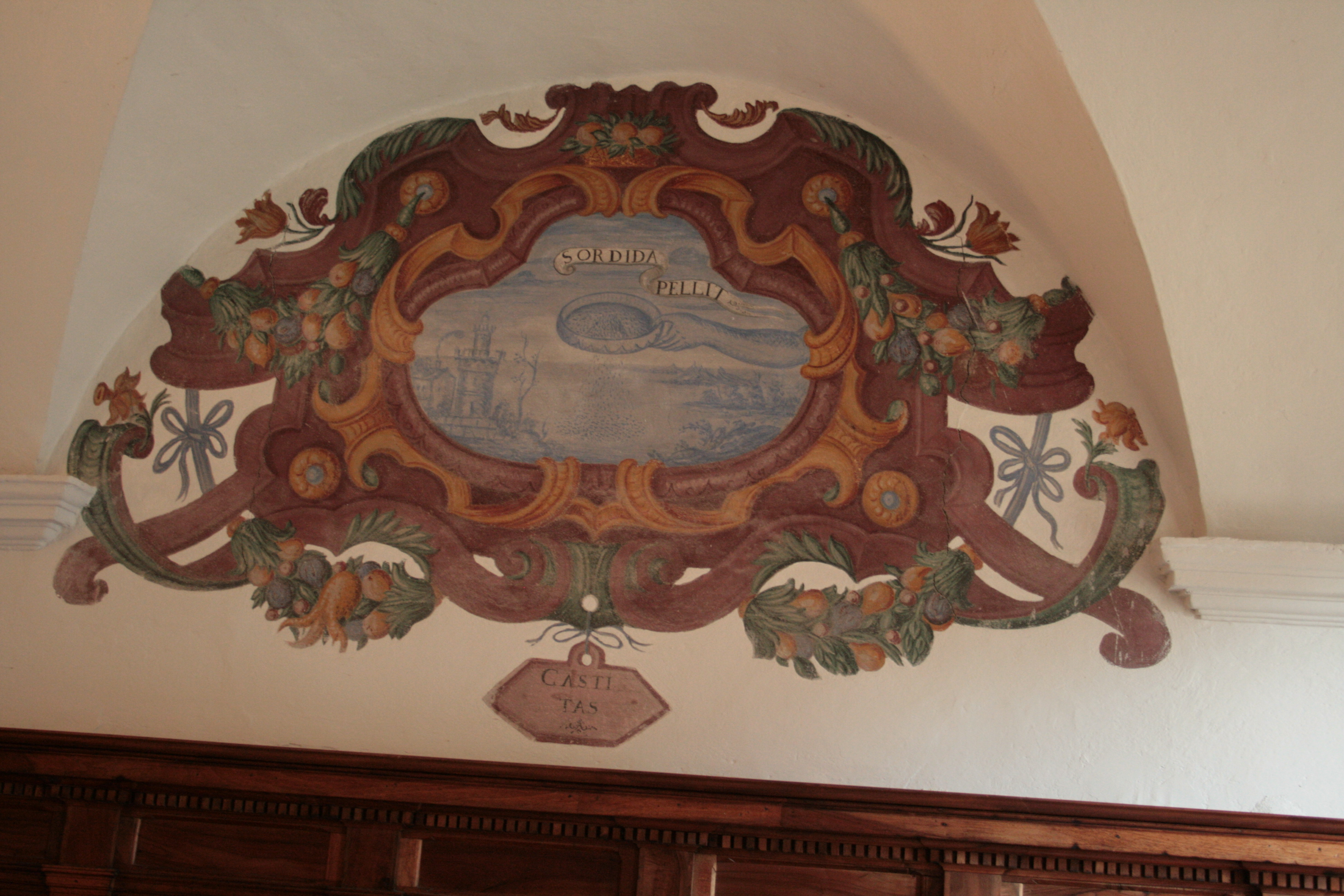
Monastero francescano: Affreschi del refettorio. Allegoria della castità

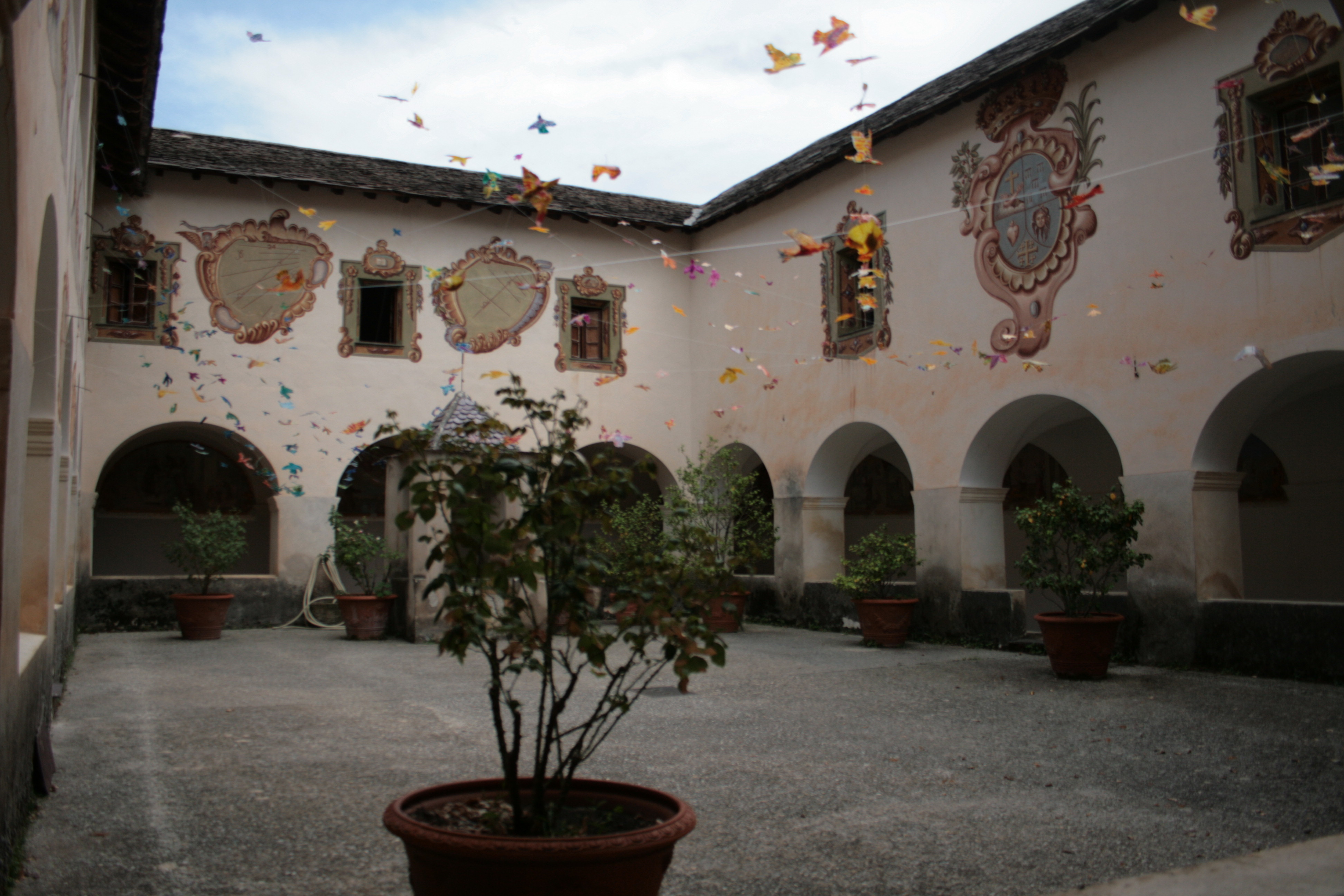
Monastero francescano: il Chiostro

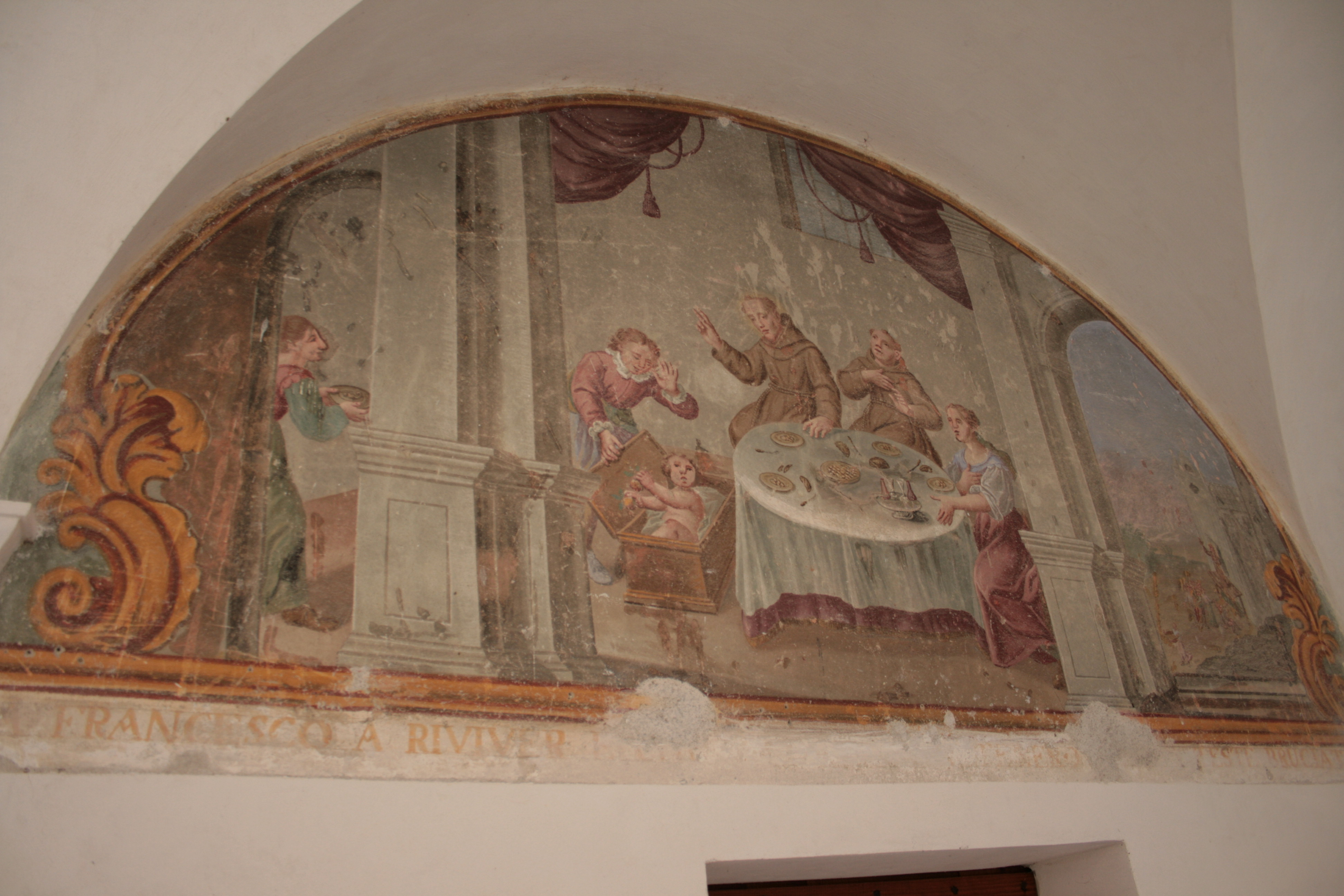
Affreschi interni del Chiostro, del 1760 circa. Miracolo di San Francesco

- Il Monastero di Saorgio, antico Convento dei Francescani[19]: il Convento della Madonna dei Miracoli (Notre-Dame-des-Miracles) è stato fondato nel 1633 dai Francescani Osservanti Riformati o «Frati minori recolletti». La sua costruzione è stata terminata verso il 1660 e la chiesa nel 1681 grazie ad un dono del comune. È situato nella parte alta del villaggio in un bell'ambiente naturale d'olivi, ed è classificato come monumento storico.
La chiesa, di stile barocco italiano, possiede un portico sormontato da balaustre ed un campanile a bulbo coperto di tegole policrome. Il convento ha accolto nel 1710 il cardinale Giuseppe Archinto, arcivescovo di Milano e legato del Papa.
Il convento e la chiesa sono stati decorati in stile barocco nel XVII e XVIII secolo. Si notano in particolare gli affreschi sorprendenti e naïves decoranti le lunette delle arcate del chiostro, dovute ad un frate pittore della fine del XVIII secolo.
Nel 1794, i monaci lasciarono il loro convento che fu allora occupato dai soldati francesi, poi servì da ospedale comunale. È in seguito reso ai Francescani nel 1824 che restaurarono la chiesa ed il convento. I monaci lasciano di nuovo il convento nel 1903 dopo l'emanazione della legge statale francese sui diritti delle congregazioni religiose.
L'edificio servì allora da colonia di vacanze, poi è stato occupato dai soldati italiani, e poi da quelli tedeschi durante la Seconda guerra mondiale. Il convento è stato acquistato dallo Stato francese nel 1961, ed è stato allora restaurato. I francescani rioccuparono l'edificio tra il 1969 ed il 1988, ed è gestito dopo tale data dal "Centro dei monumenti nazionali francesi" ed accoglie ritiri di scrittura.
- La Chiesa della Madonna del Poggio (Église de la Madone del Poggio) e Cappella di Santa Maria del Poggio (Chapelle Sainte-Marie del Poggio)[20][21][22] della prima metà dell'XI secolo, è stata rimessa all'abbazia di Lerino nel 1092, dagli abitanti del borgo di Saorgio.
Essa è costruita nello stile romanico ed è completato da un alto campanile di sei piani di fattura lombarda, edificato dalla comunità saorgina nel 1511. L'interno è ricco di affreschi e di pale d'altare del XV secolo attribuiti a Giovanni Baleison, ed è oggi proprietà privata d'una famiglia, ed è classificata tra i monumenti storici.
- La Chiesa di San Salvatore di Saorgio (Église Saint-Sauveur de Saorge)[23]: l'edificio sacro è stato ricostruito dopo l'incendio del villaggio nel luglio 1465, alla fine del XV secolo. Essa è composta di tre navate, separate da colonne con capitelli corintici dorati.
Alla chiesa sono rifatte le volte nel 1717, e viene restaurata nel 1718. Oltre alle sue pale d'altare, si notano un bel tabernacolo stile Rinascimento in marmo bianco del 1539, una Vergine in legno dorato con baldacchino del 1708, delle fonti battesimali del XV secolo, sormontati da una piccola tavola dipinta nel 1532 da un notabile saorgino, ed infine, un dipinto primitivo del XVI secolo sull'altare dell'Annunciazione. I capitelli sono stati dorati nel 1903.

La Chiesa possedeva un organo nel 1739, ma ne comanda un altro nel 1844 ai fratelli Lingiardi, fattori d'organi a Pavia. Terminato nel 1847, esso riutilizza l'antico corpo di falegnameria dell'organo, ed è stato restaurato nel 1978-1979 da Philippe Hartmann, che gli ha conservato la sua struttura originale.
- Vestigia delle Fortificazioni[27]. Restano alcuni elementi dei Bastioni, un baluardo fortificato che proteggeva Saorgio. Il Forte di San Giorgio (Fort Saint-Georges), vestigia del castello medievale che proteggeva la valle del Roia.

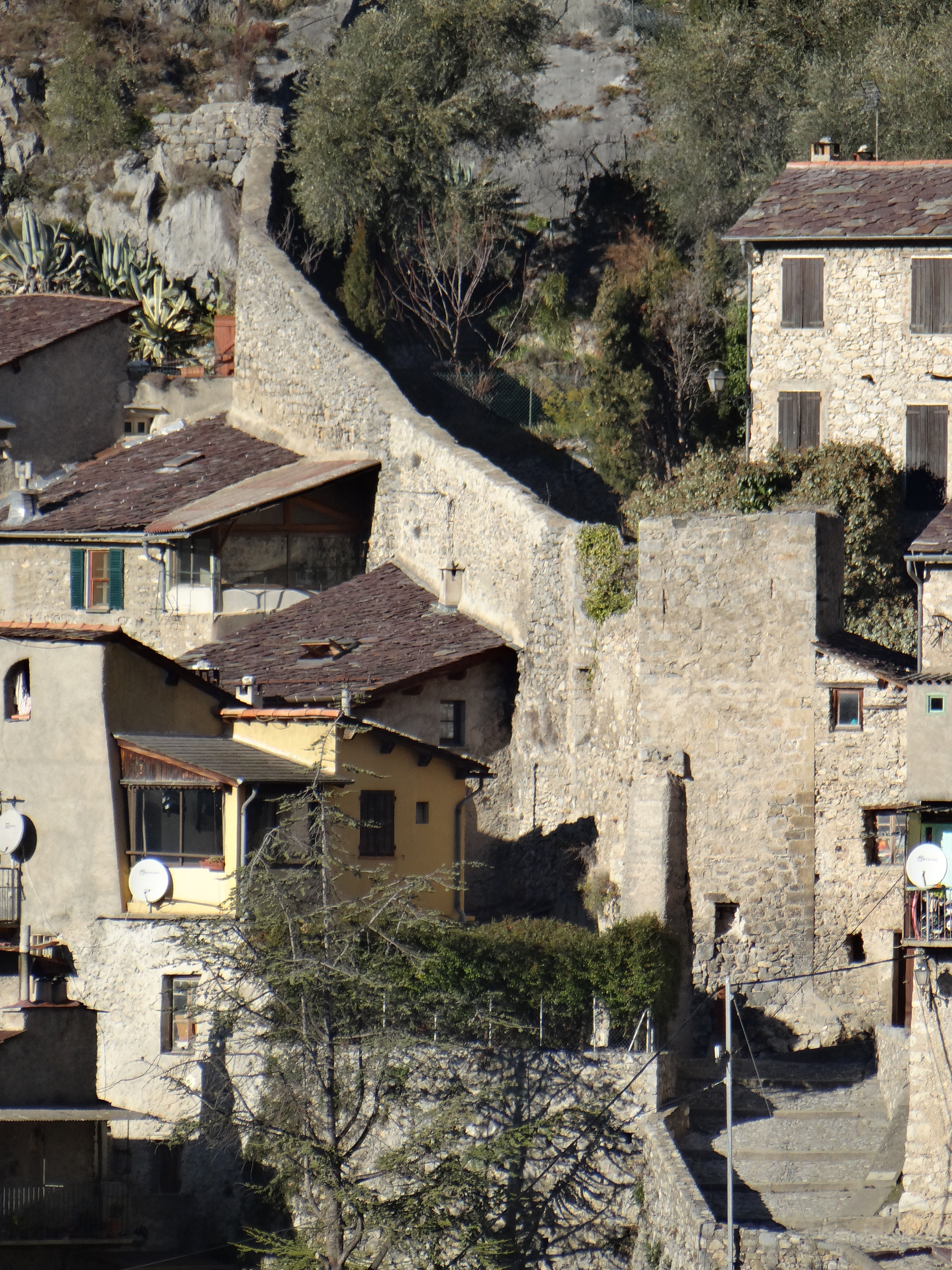
Resti dei bastioni del paese, mura di cinta fortificate del villaggio
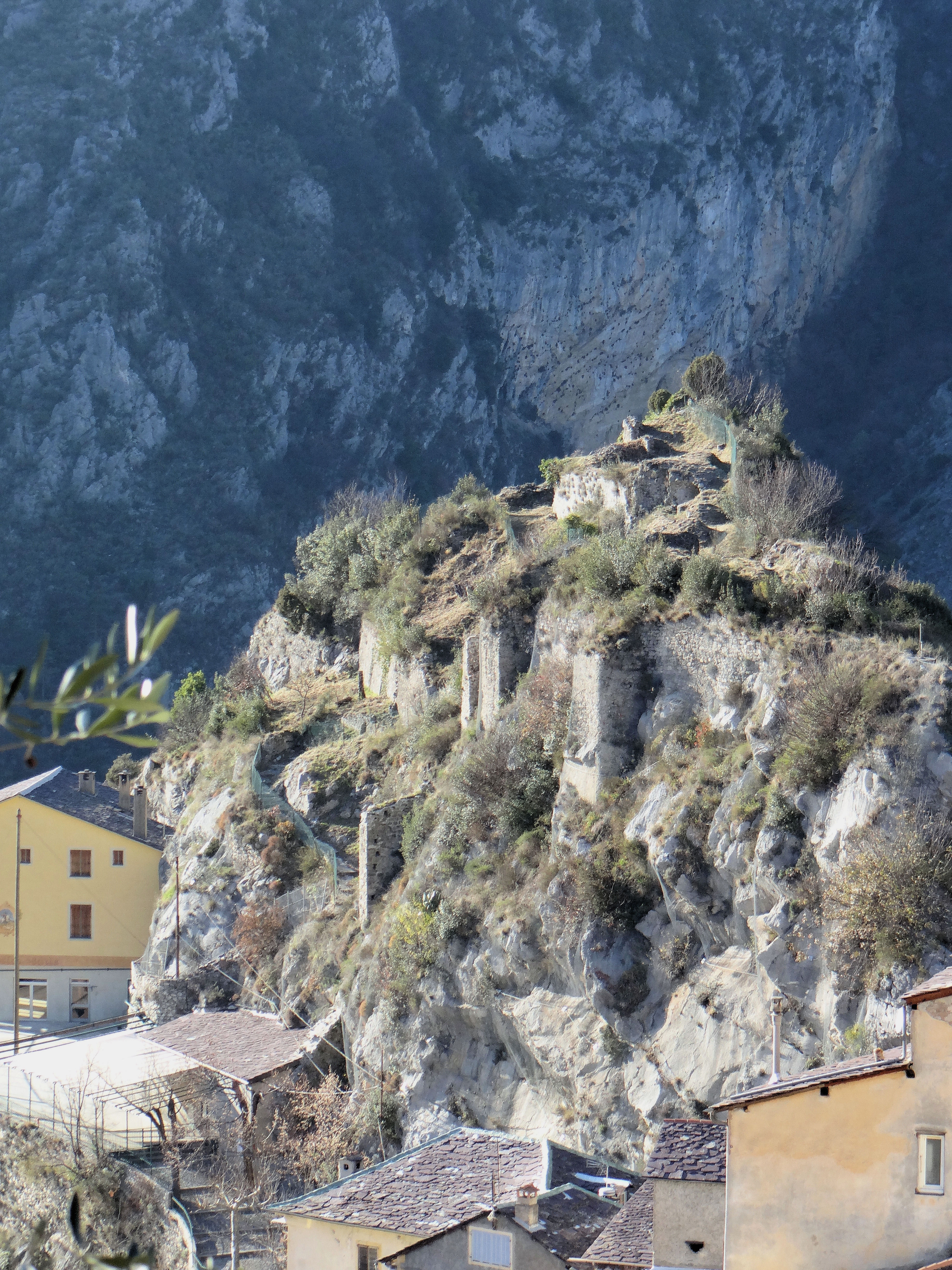
Rovine dell'antico castello medioevale di San Giorgio, che dominano su Saorgio
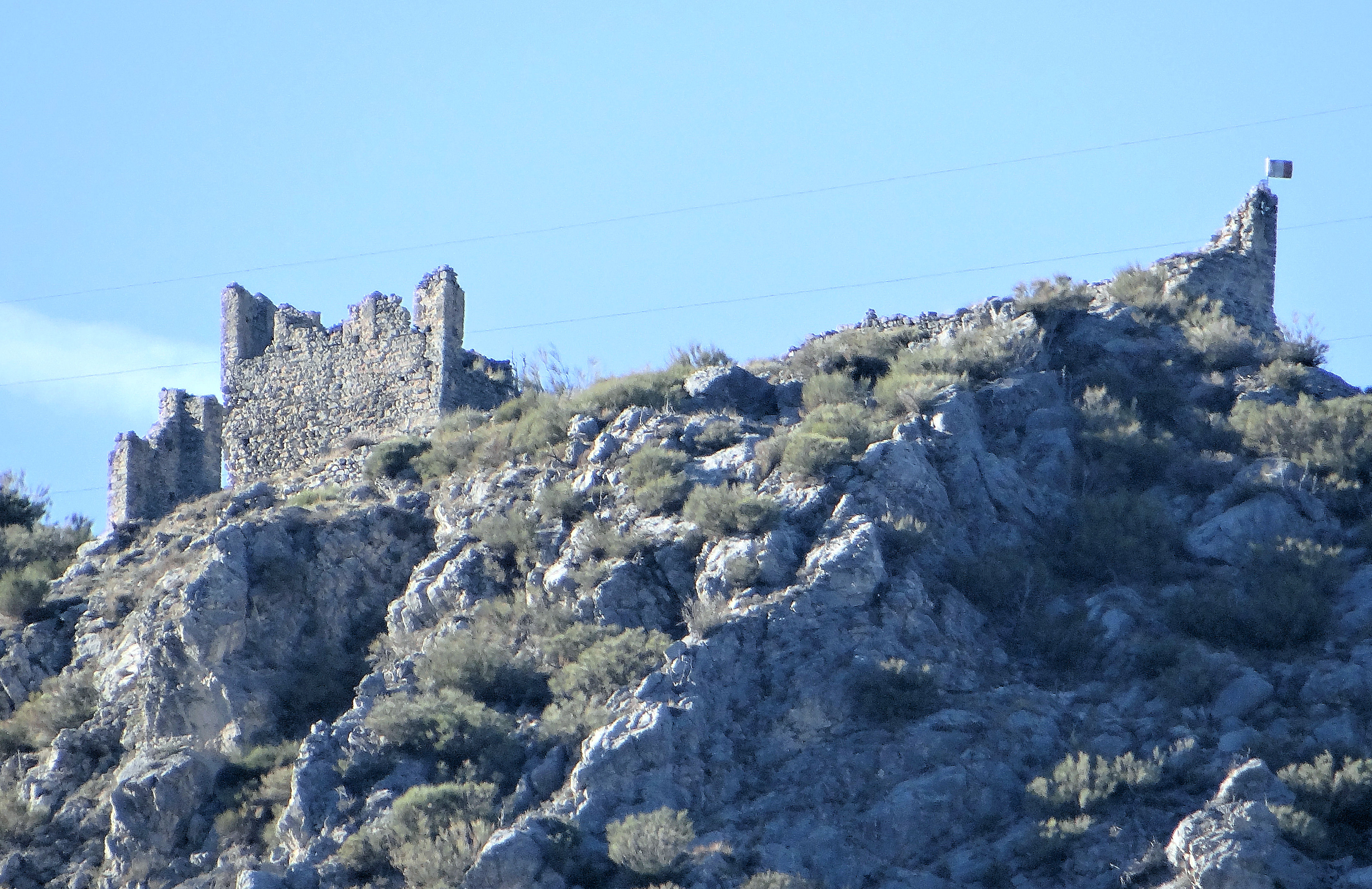
Le poche vestigia residue del castello di Malamorte, viste dal borgo di Saorgio

- La Cappella di San Rocco (Chapelle Saint-Roch) all'entrata del villaggio. Vauban aveva distrutto nel 1693 la primitiva Cappella di San Rocco, ben più antica dell'attuale, che si trovava a valle del borgo, per costruirvi una ridotta. Egli ha fatto poi costruire quella che ancora sussiste.
- La Cappella di San Giacomo (Chapelle Saint-Jacques), antica cappella dei Penitenti Bianchi". Vi si accede da una scala situata a destra della Chiesa di San Salvatore.
- La Cappella di San Sebastiano (Chapelle Saint-Sébastien), antica cappella dei Penitenti Rossi, sulla Piazza Georges Clemenceau.
- La Cappella di San Claudio (Chapelle Saint-Claude), antica cappella dei Penitenti Neri, in Via Périssol.
- La Cappella della Madonna delle Grazie (Chapelle Notre-Dame-des-Grâces) della frazione di Maurion nella valle del torrente Cairos, un affluente del Roia. La cappella è stata edificata nel 1631 a seguito d'una epidemia di peste.
- La Cappella di Santa Chiara (Chapelle Sainte-Claire) all'estremità del vallone di Cairos, ai piedi del massiccio dell'Authion. La cappella serve da limite al parco nazionale del Mercantour. La strada si prosegue con un sentiero che permette d'accedere al "Colle di San Verano" (Col de Saint-Véran) di 1.836 metri d'altitudine ed al "Colle di Raus" a 1.999 m. Da lassù è possibile d'andare verso la valle del Vesubia ad ovest, ai contrafforti dell'Authion a sud, od alla valle delle Meraviglie (Vallée des Merveilles) a nord.
- La Cappella di Sant'Anna (Chapelle Sainte-Anne) nella frazione di Casto, sull'antico canmmino che mena a Pigna per il passo di "Muratone" a 1.157 m alla frontiera tra la Francia e l'Italia.

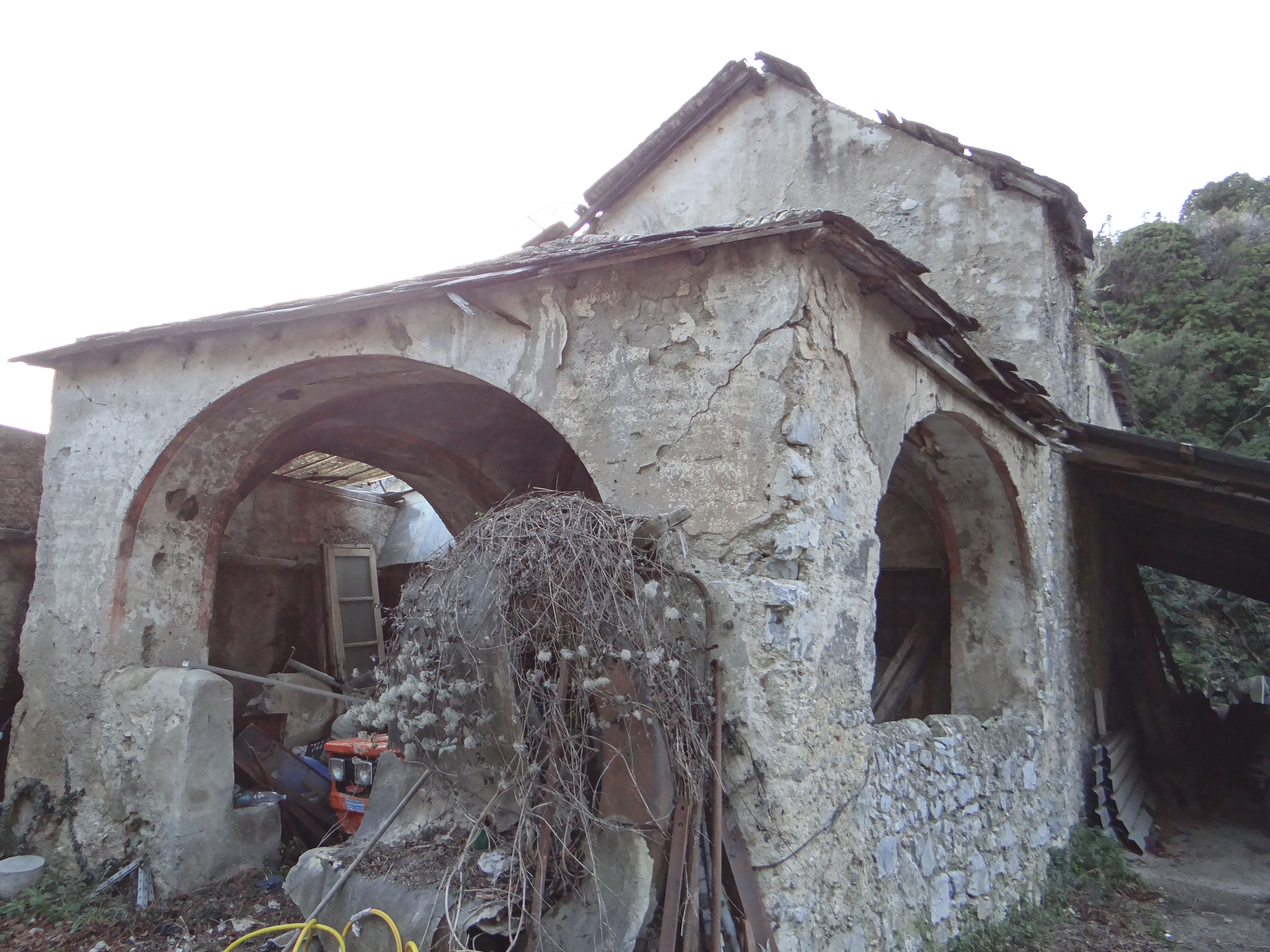
La Cappella di San Rocco
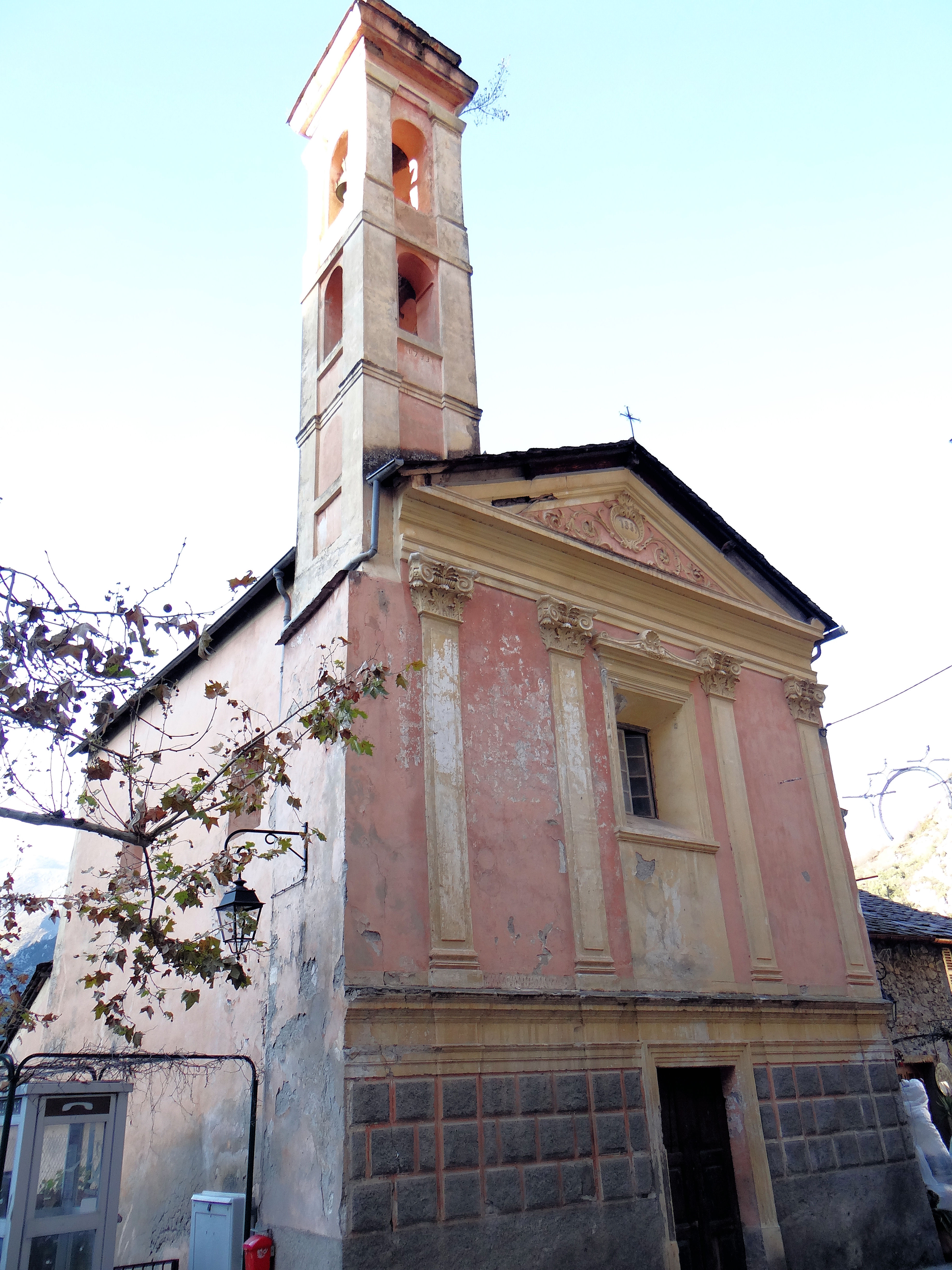
La Cappella dei Penitenti rossi
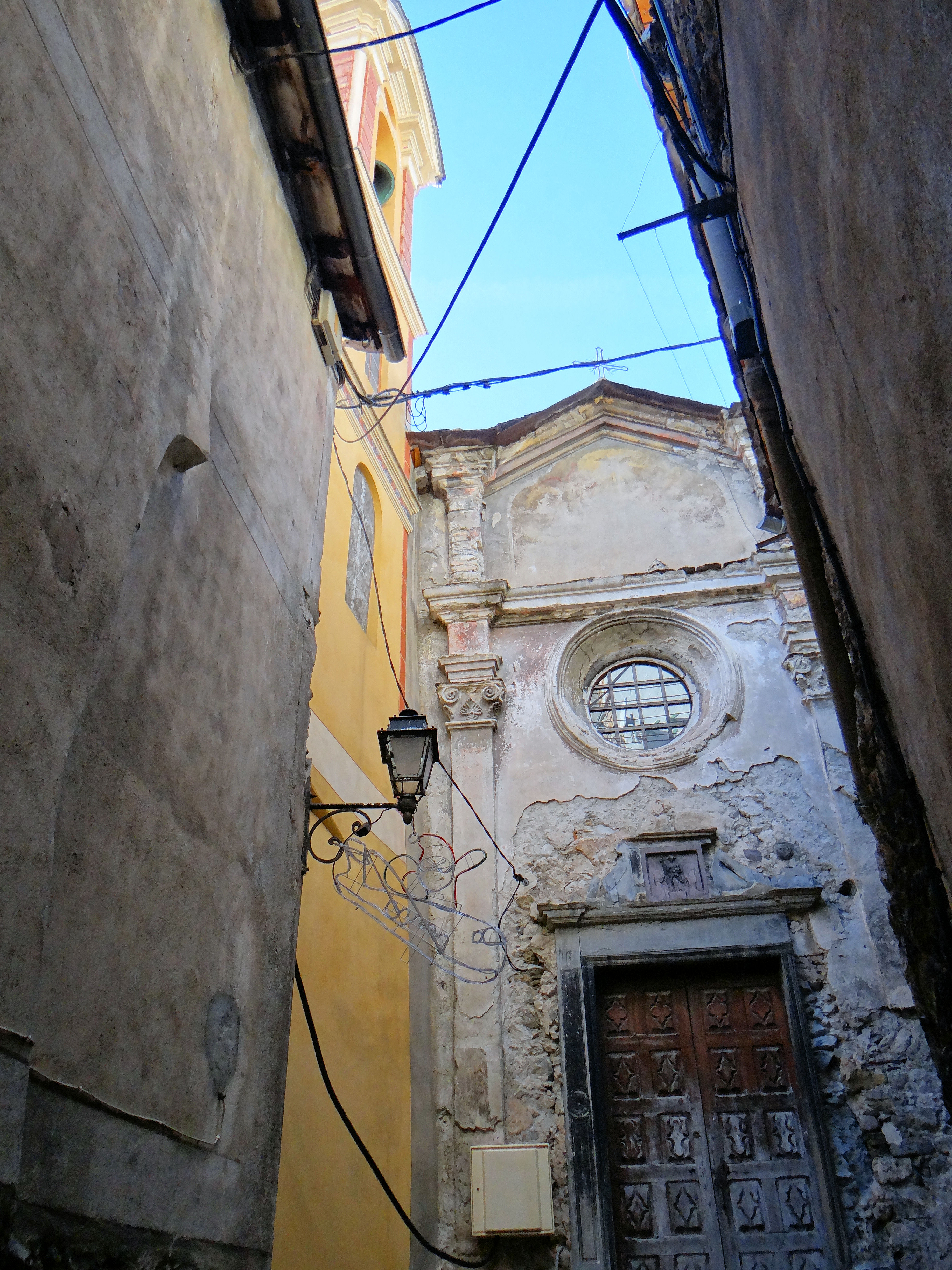
La Cappella dei Penitenti bianchi
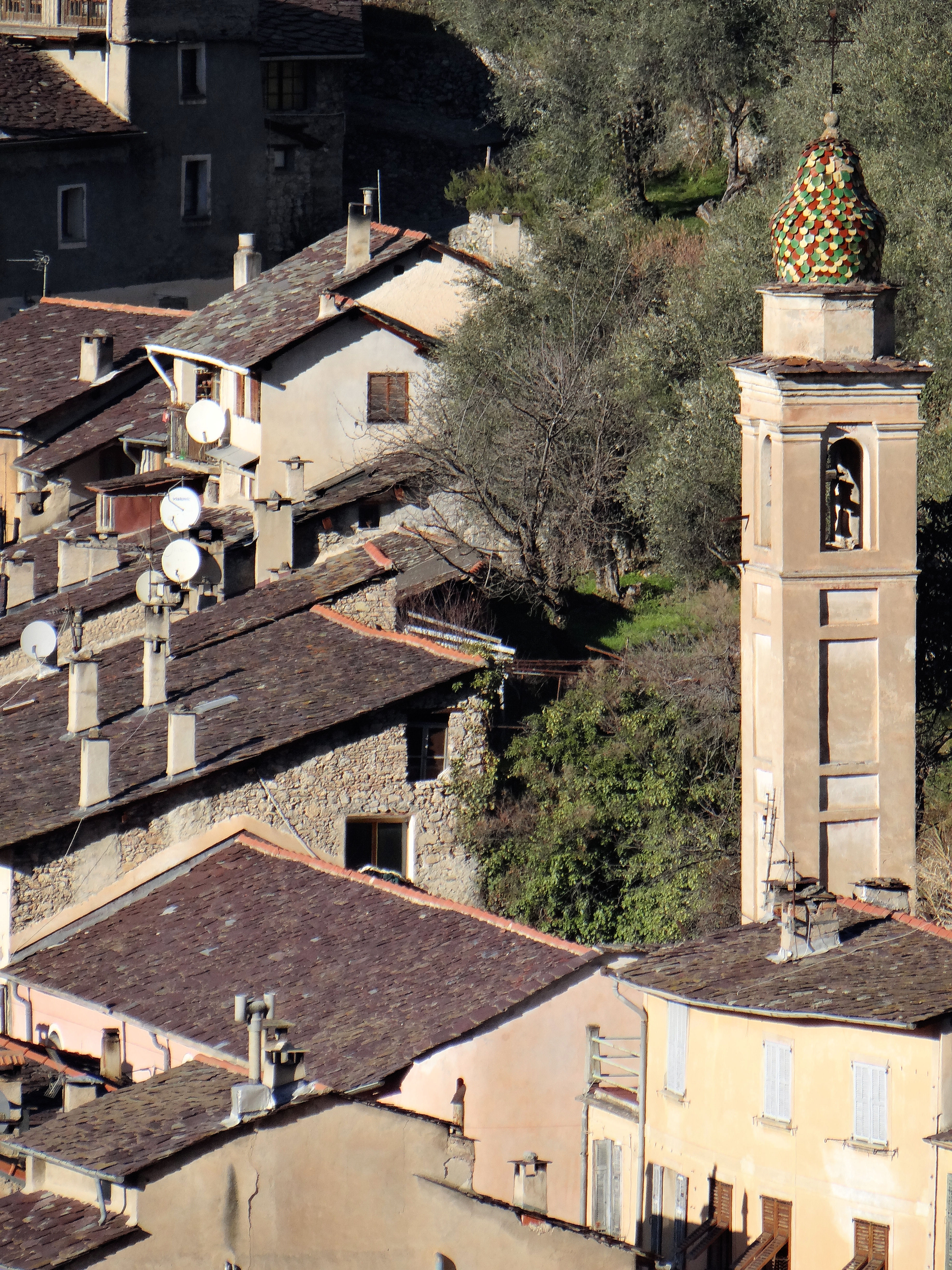
La Cappella dei Penitenti neri

- Il Ponte del Diavolo (Pont du Diable) sul torrente "Cairos".
- Le vestigia del Castello di Malamorte o di Malmorte (in francese Château de Malmorte o in dialetto saorgino de A Malamorte), a sud ovest. Doveva già esistere una costruzione romana sul sito archeologico, come l'ha provato la scoperta d'una "pietra votiva" in loco nel 1680. Tale costruzione romana doveva servire a prevenire le incursioni dei Liguri dall'interno verso la costa del mare.

## Società

### Evoluzione demografica
Abitanti censiti

## Economia
La regione selvaggia di Saorgio (Saorgio) ha come principali risorse economiche alcune centrali idroelettriche e lo sfruttamento forestale.

### Agricoltura
Saorgio fa parte dell'area di produzione dell'«oliva di Nizza», che è un olio d'oliva a denominazione d'origine controllata, in francese «appellation d'origine contrôlée» od in sigla "A.O.C.".

### Turismo
- Escursioni.
- Nelle gole del fiume Roia si praticano la pesca alla trota (fario), la canoa, il torrentismo ed altri sport vivi d'acqua.
- Saorgio è una tappa, con visita del villaggio, del treno turistico chiamato «Treno delle Meraviglie» (Train des Merveilles), sulla linea di Tenda. Il suo itinerario va da Nizza a Tenda via Breglio, punto di partenza verso la Valle delle Meraviglie.
- Saorge è un punto importante della «Strada del Barocco e degli organi storici della Valle del Roia» (Route du Baroque et des orgues historiques de la Vallée de la Roya). Gli organi della chiesa parrocchiale di San Claudio Martire (Église paroissiale Saint-Claude-Martyr) di Saorgio sono una realizzazione dei fratelli "Lingiardi" nel 1847. Una dimostrazione di tale strumento musicale di fattura italiana è organizzata nel quadro d'una visita commentata del villaggio.

## Infrastrutture e trasporti

### Strade

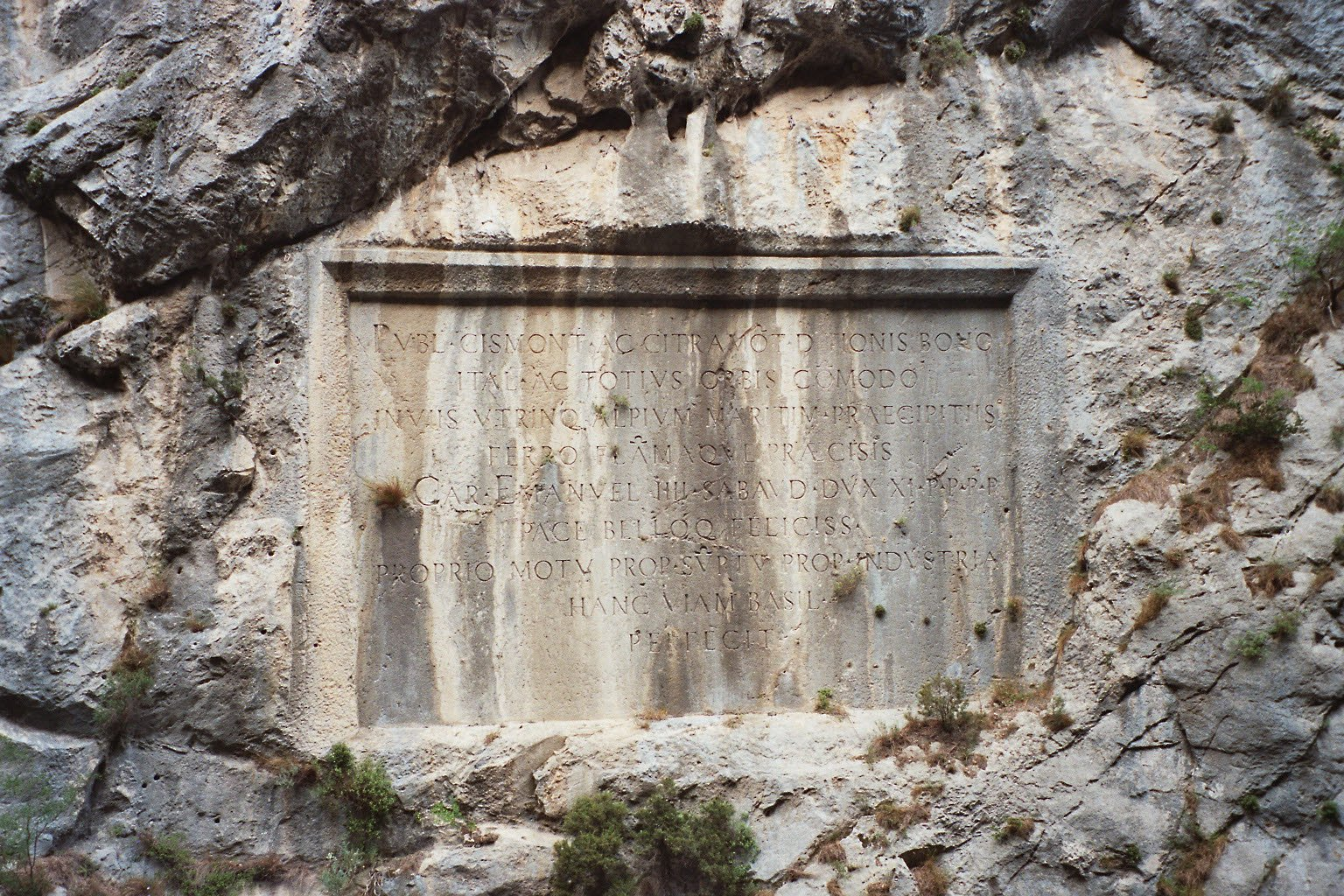
Placca commemorativa della creazione della strada nelle gole del fiume Roia a Saorgio, a livello del viadotto ferroviario.

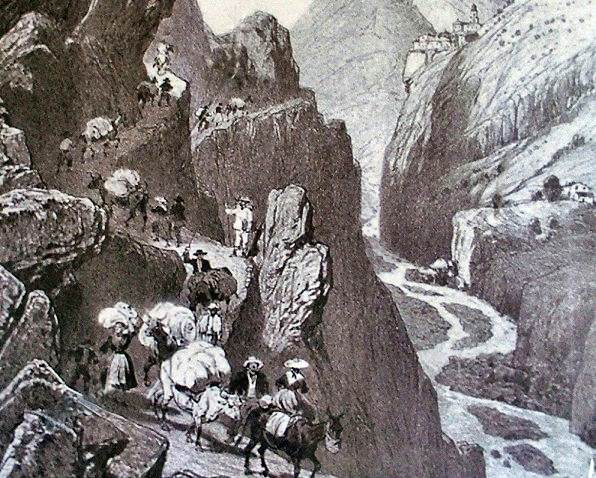
La via del sale nella valle del Roia

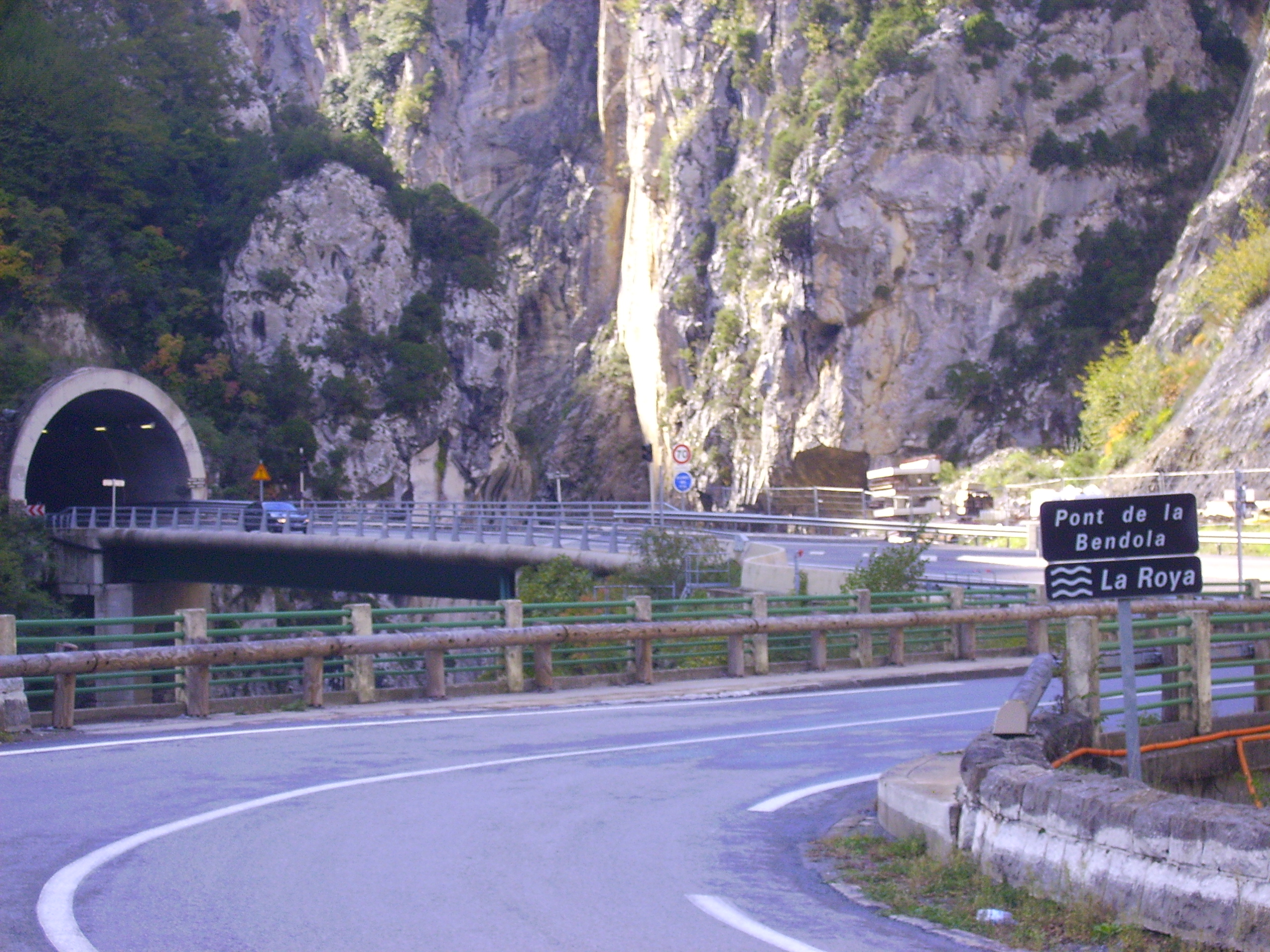
Ponte e tunnel della Bendola a Saorgio

La strada carrabile passante per la valle del fiume Roia è l'antica via del sale che, partendo dai porti sul Mar Mediterraneo, permetteva d'alimentare il Piemonte, grazie a delle vere e proprie carovane di muli.
Fin dal 1388, le Terre nuove di Provenza sono sotto la sovranità dei conti di Savoia.
Ventimiglia è controllata dalla Repubblica di Genova.
La contea di Tenda appartiene alla famiglia dei conti di Ventimiglia che dichiarano di essere vassalli dei conti di Provenza e fanno pagare tasse pesanti sul sale per permettere il valico del colle di Tenda.
Anche i conti di Savoia per i quali le tasse sul sale - la gabella del sale - sono una fonte economica importante di redditi, costruiranno una strada parallela a quella del Roja, la Via Pagarina, passante per la valle del fiume Vesubia.
È nel 1581, quando ormai hanno preso possesso della contea di Tenda e controllano la totalità della strada fra Nizza e Cuneo passando per Sospello, che i conti divenuti duchi di Savoia fanno allestire e sistemare la strada nel fondo delle gole del Roia, allo scopo d'accrescere il transito del sale.
L'iscrizione del 1592, leggibile in latino, può tradursi con: 
Il decreto del 25 maggio 1780 firmato da Vittorio Amedeo III di Savoia, re di Sardegna, permette la realizzazione di un allargamento di tale strada sbloccando 2.000.000 lire.
Una placca commemorativa, oggi distrutta, portava l'iscrizione seguente in lettere di bronzo rilevata dall'abate Bonifaci:
Un'altra strada mulattiera esisteva un tempo, ma al giorno d'oggi è soltanto un sentiero, ed era quella che collegava Saorgio a Pigna ed alla valle del Nervia (IT) , attraverso il passo di "Muratone".
La strada dipartimentale nº 6204 passa per le gole di Saorgio. Una porzione di tale strada ha fatto oggetto d'una sistemazione con rifacimento del percorso, per evitare un troncone di 2,4 km sinuoso e minacciato dalle caduta di massi.
Due ponti e due nuove gallerie sono state costruite. La galleria di Saorgio si compone d'una galleria sud di 647 m, aperto nel giugno 2001 situato sulla riva sinistra del fiume Roja, preceduto e seguito da ponti sul Roia, e d'un "tunnel nord" di 360 m, sulla riva destra del Roja, messo in servizio nel gennaio 2005 ed inaugurato il mese seguente.

### Ferrovie
La Linea ferroviaria francese di Tenda, da Nizza a Cuneo, o la linea ferroviaria italiana, da Ventimiglia a Cuneo (IT) , permettono di raggiungere Saorgio con la fermata ferroviaria di Fontan-Saorge (Fontano-Saorgio), già gare-frontiere fino alla Seconda guerra mondiale.

## Amministrazione
Lista cronologica dei sindaci succedutisi dal 1860 al 2008:
- François Malacria (1860 - 1861)
- Honoré Botton (1861 - 1865)
- Pierre Daveo (1865 - 1870)
- Victor Daveo (1870 - 1876)
- Jean-Baptiste Toesca (1876 - 1880)
- Benoît Taulaigo (1880 - 1886)
- Auguste Botton (1886 - 1889)
- Victor Daveo (1889 - 1892)
- Alexandre Steve (1892 - 1894)
- Louis Daveo (1894 - 1912)
- Joseph Daveo (1912 - 1925)
- Claude Botton (1925 - 1938)
- Honoré Steva (1938 - 1947)
- Jean-Baptiste Revelli (1947 - 1948)
- Louis Degiorgi (1948 - 1983)
- Jean-Claude Pachiaudi (1983 - 1995)
- Paul Silici dal 1995
- Brigitte Bresc (attuale sindaco)

### Gemellaggi
Saorgio è gemellata con:
- Carpasio, dal 2006

## Galleria d'immagini

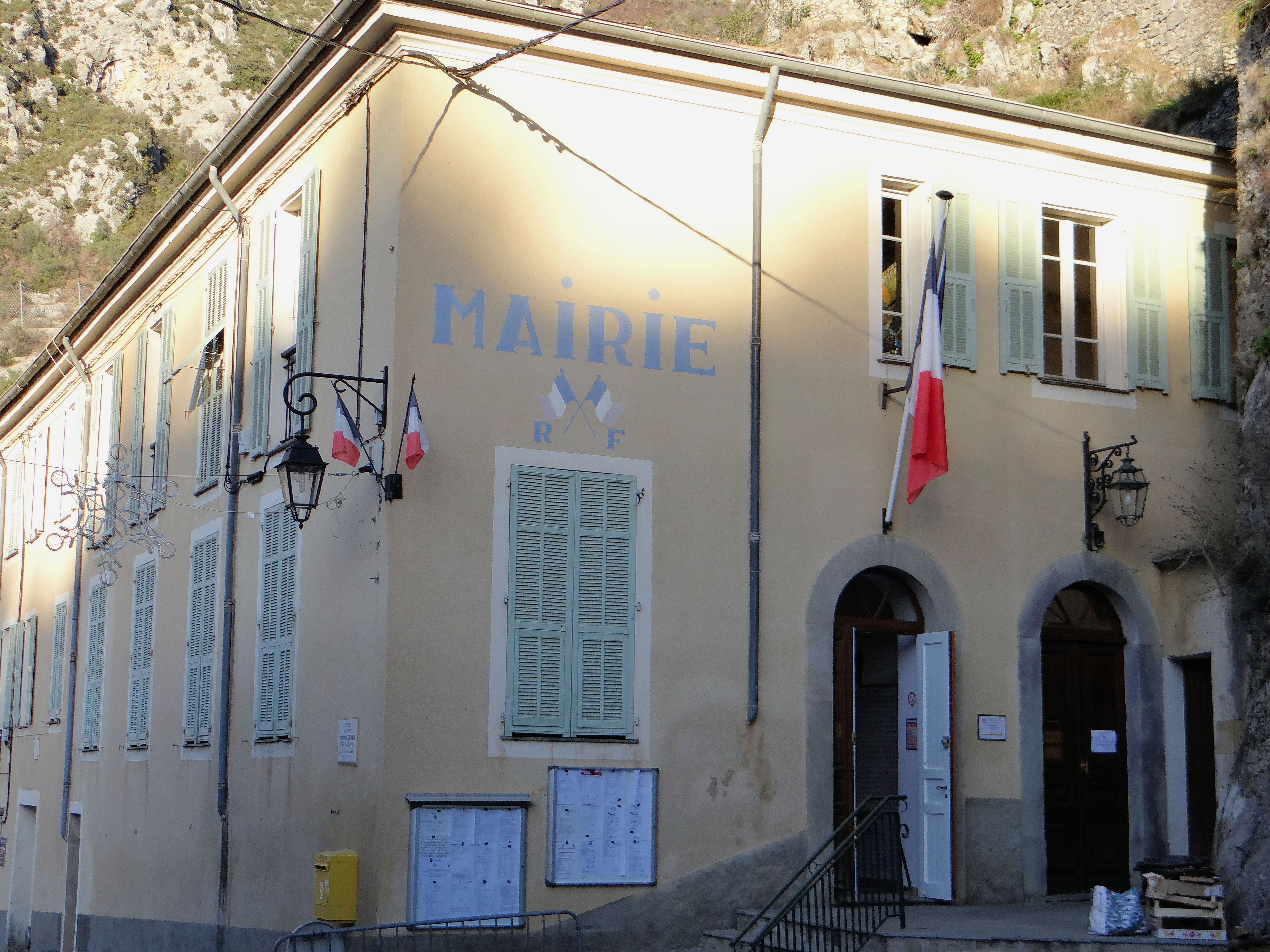
La casa comunale di Saorgio: municipio
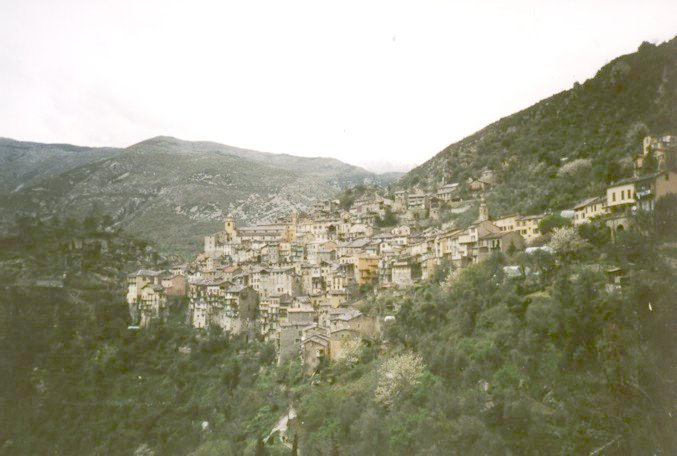
Panorama: vecchia immagine sbiadita del borgo adagiato sul fianco del monte
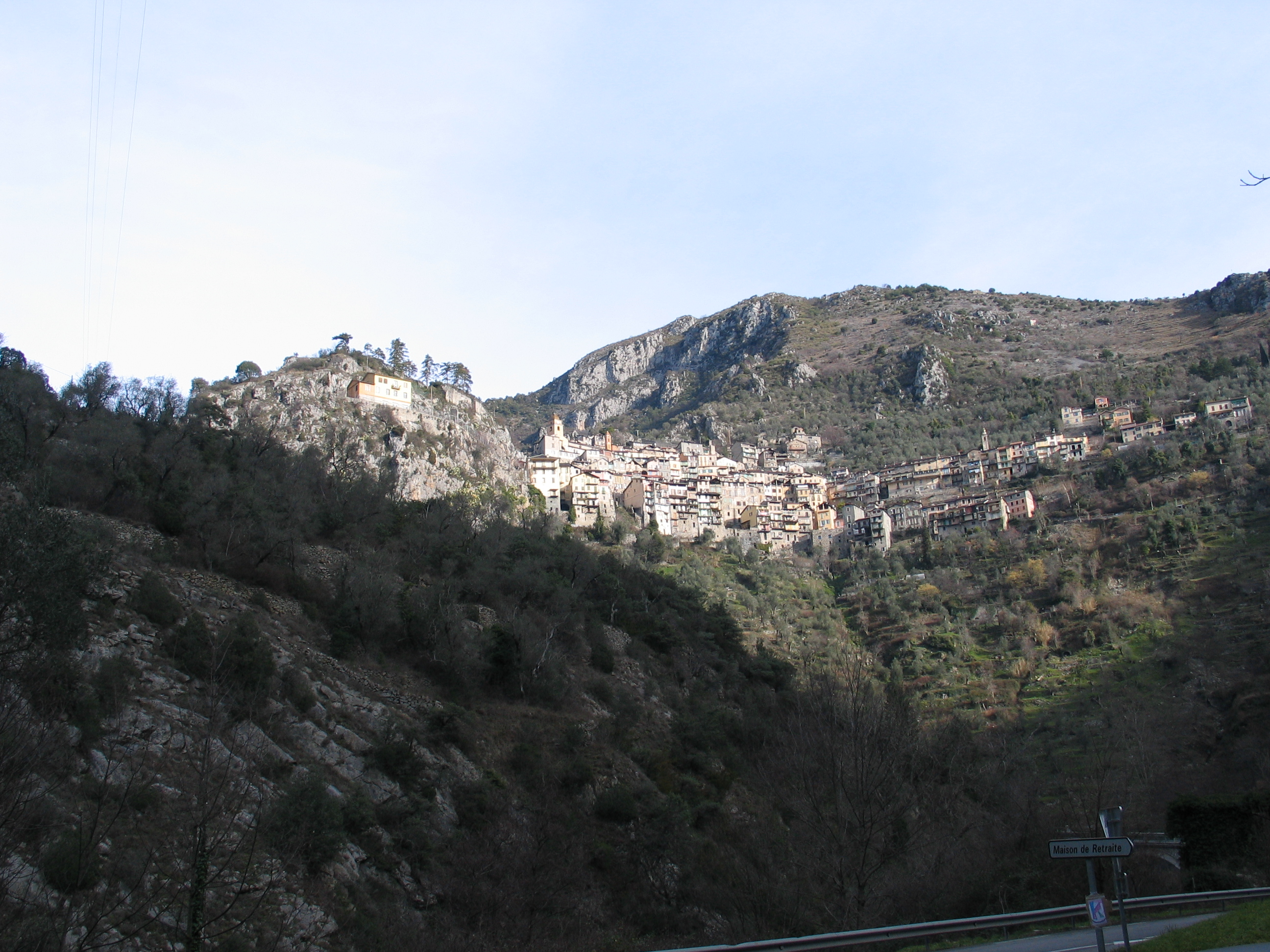
Panorama: l'antico villaggio di Saorgio visto dal basso sull'erta ripida del monte
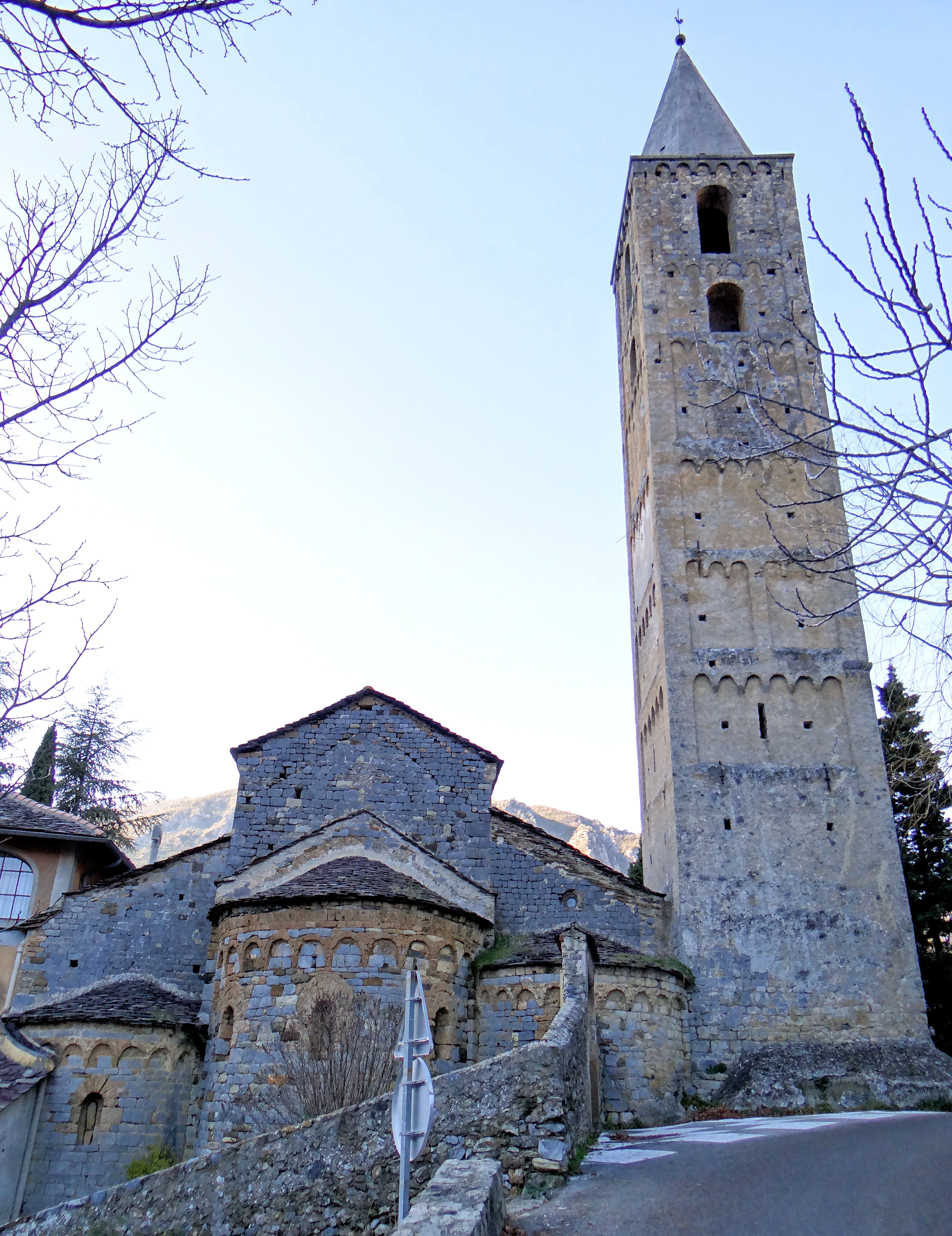
Chiesa della Madonna del Poggio, antico edificio sacro con abside e campanile in pietra locale -01
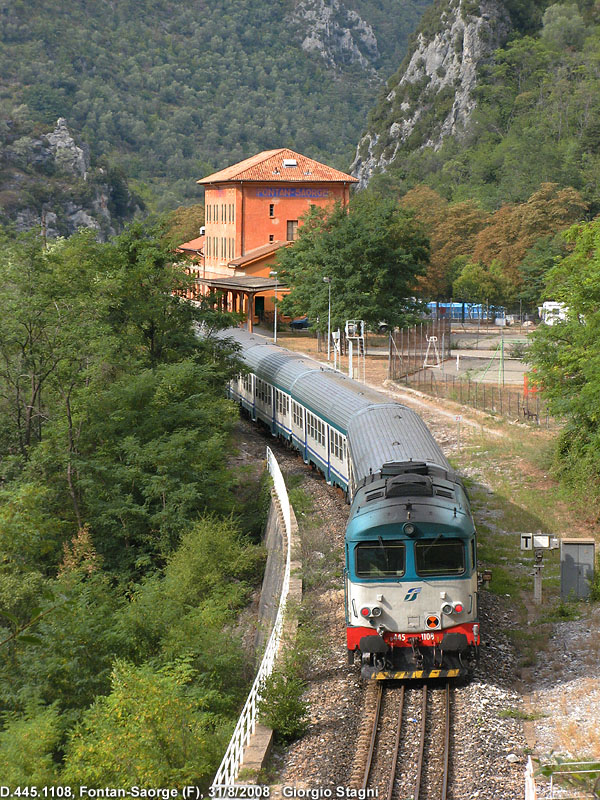
Fontano-Saorgio, la stazione ferroviaria (D.445 G. Stagni)
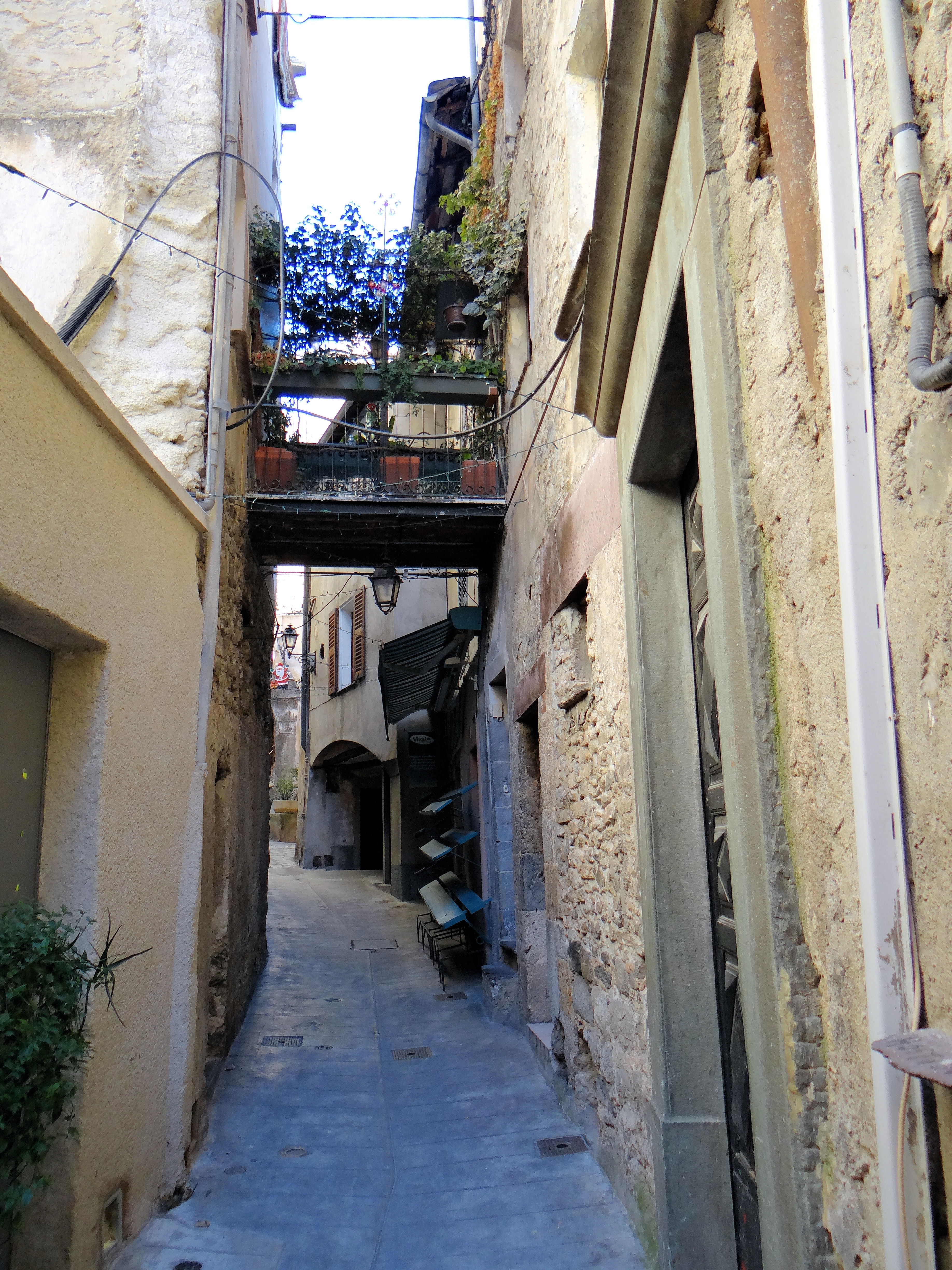
Tipiche stradine di Saorgio, con i balconi a ponte fra le vecchie case dei due lati dello stretto vicolo
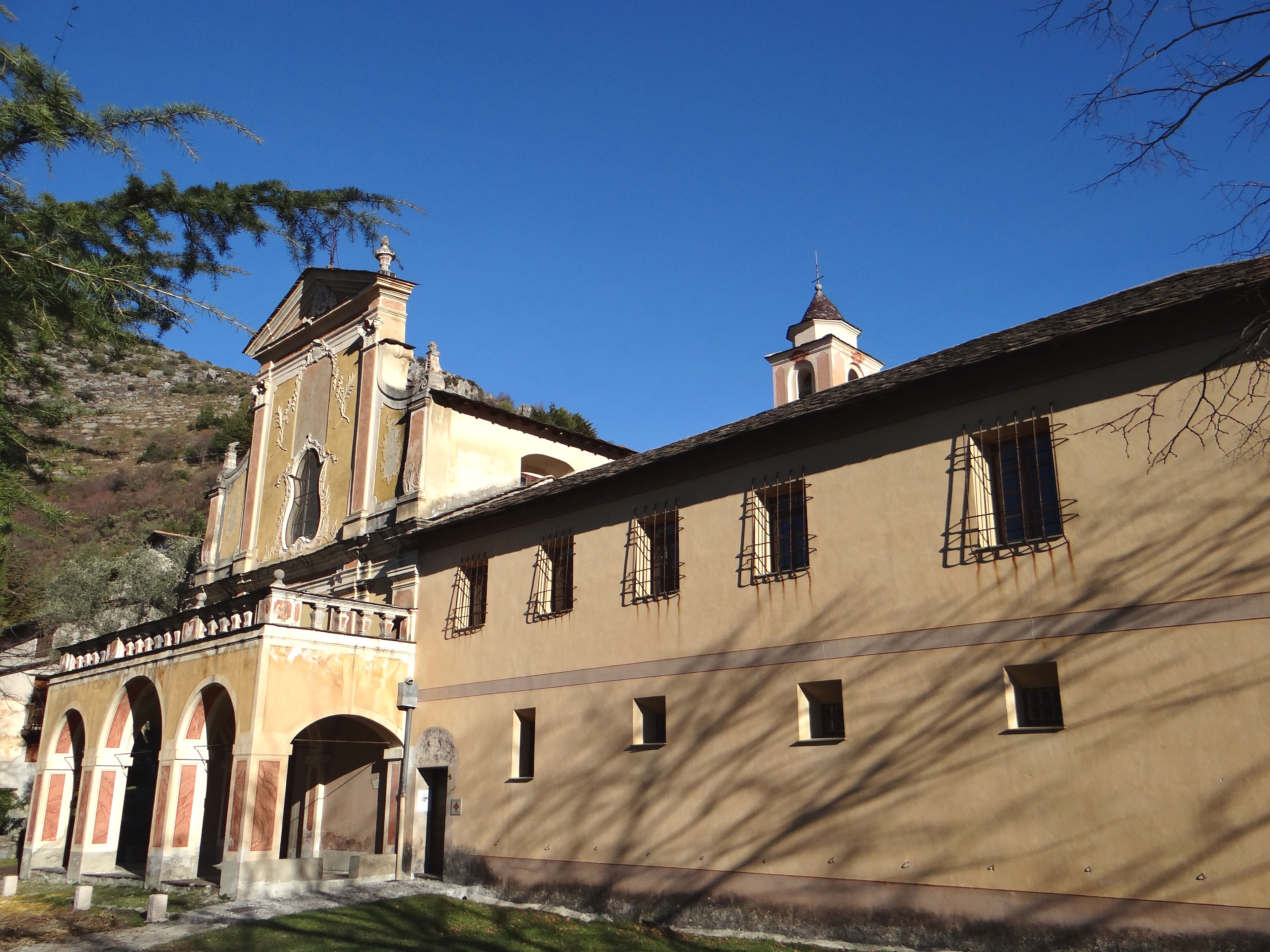
Monastero francescano di Saorgio, facciata, chiesa e portico centrali
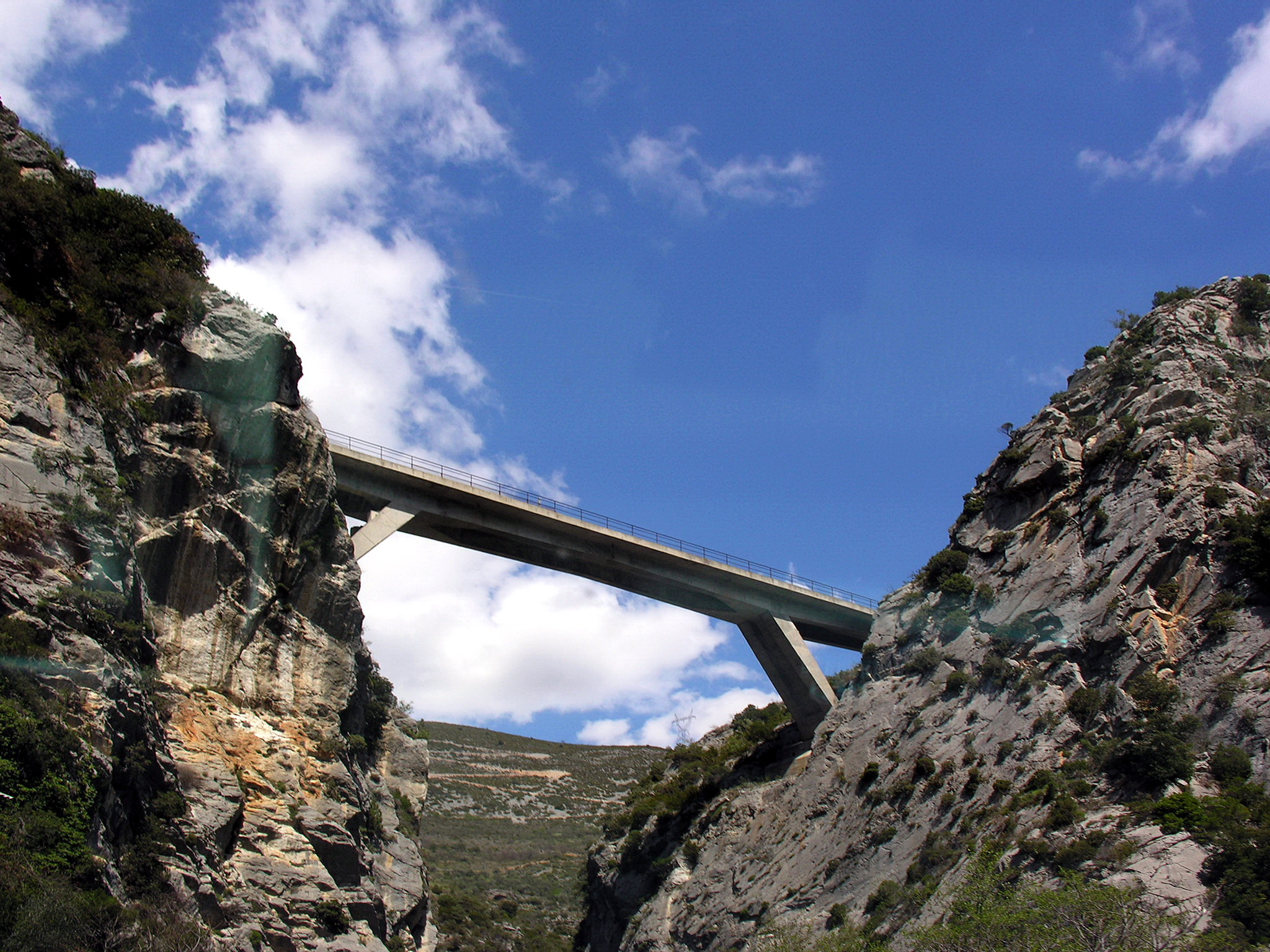
Ponte del viadotto ferroviario, sospeso sulla stretta delle gole di Saorgio
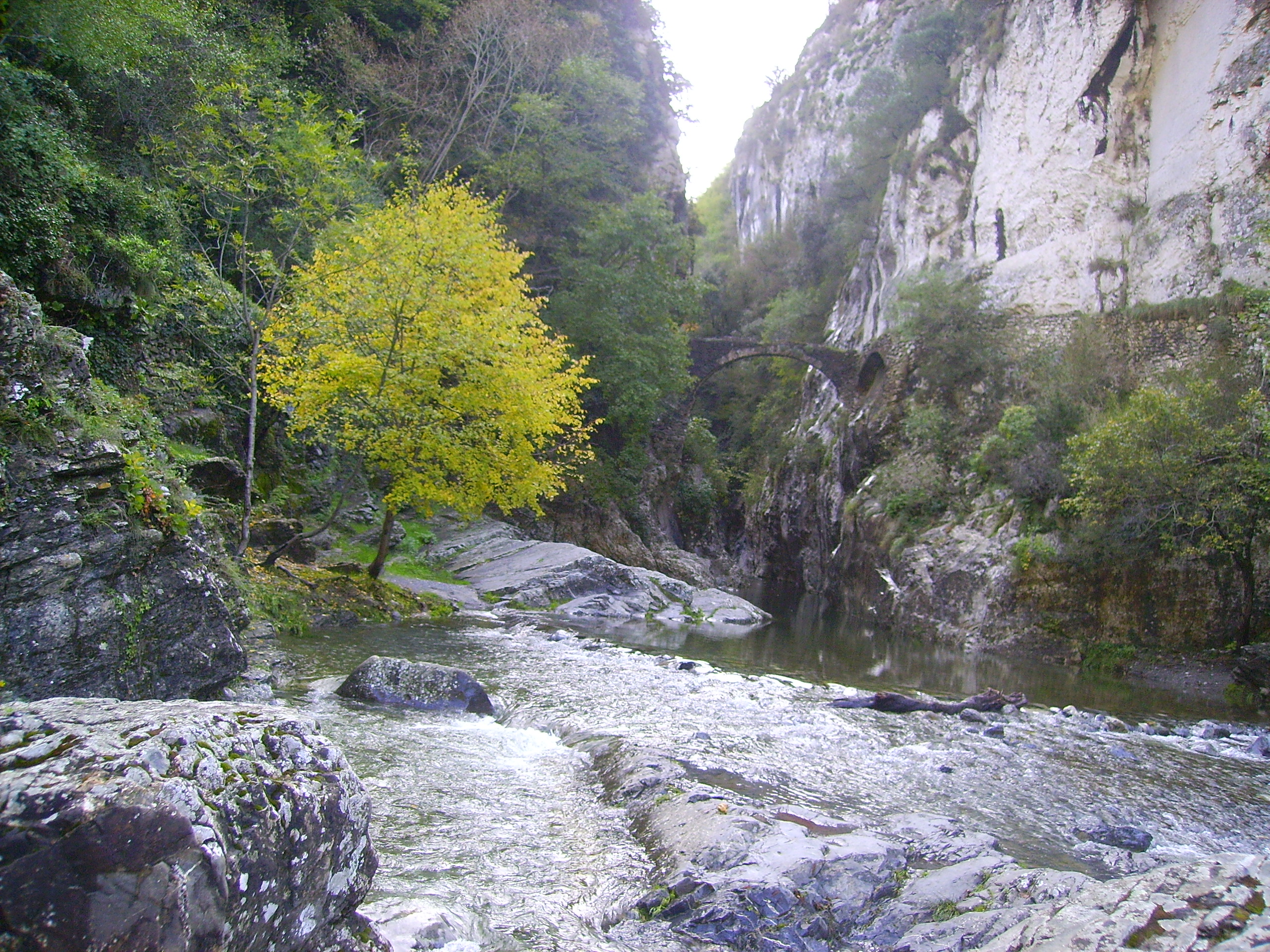
Lo storico ponte della Bendola a Lone de Saorgio, sospeso sulle gole